# Starday Records
Starday est un label discographique indépendant américain de musique country, rockabilly et bluegrass, anciennement basé à Beaumont, au Texas, actif entre 1952 et 1968. Il a rendu célèbre des vedettes de musique country comme Willie Nelson, George Jones et Roger Miller.

## Histoire

### Création
Jack Starnes Jr., fondateur du label, gère tout d'abord les intérêts du chanteur country Lefty Frizzell, avec lequel il signe un contrat de représentation, le 26 janvier 1950. Simultanément, il utilise sa boîte de nuit pour effectuer des réservations pour les artistes et découvrir de nouveaux talents. L'entreprise d'enregistrement discographique Starday est fondée, en juin 1953, par Harold W. « Pappy » Dailey (1902-1987), grossiste en disques, et Jack Starnes, à Beaumont, au Texas. Le capital initial est de 788,9 € (1 000 $). Le nom de la firme est constitué avec la première syllabe des noms des deux fondateurs : STARnes-DAileY.
Le petit label indépendant se fait, dans sa phase de lancement, un nom avec le honky tonk du Texas oriental. Les enregistrements sont réalisés chez Jack Starnes et distribués au Texas et dans les États voisins. Leur quatrième disque, You All Come (Starday 104), du professeur d'anglais Arlie Duff sort en mai 1953 et apporte au label son premier succès, en prenant la 7e place au palmarès country. Le morceau devient, par la suite, un standard de la country, grâce à Bill Monroe, qui s'en sert pour terminer ses récitals. Le premier single du catalogue Starday est Gee It's Tough to Be Thirteen / Cat Fishing (Starday 101), de Mary Jo Chelette, publié le 4 juillet 1953. Parmi les premiers artistes de la maison, on trouve aussi Blacky Crawford, qui joue de la guitare lors des séances d'enregistrement de Duff. Il fait son dernier enregistrement pour Coral Records le 4 décembre 1951, avec ses Western Cherokees, avant de rejoindre Starday, en mai 1953.

### Âge d'or

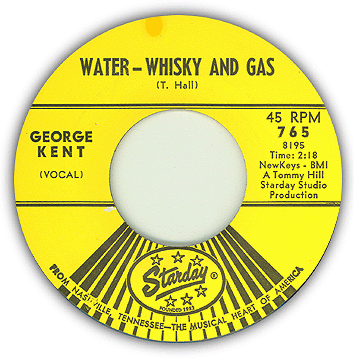
Water - Whisky and Gas, par George Kent, 1966.

Alors que le label publie quatre enregistrements, Don F. Pierce (né en 1915) acquiert, en septembre 1953, pour 263 € (333 $), un tiers du capital et devient le patron du label, qui prend le nom de Starday Recording and Publishing Company, tandis que les autres copropriétaires s'occupent, pour Starnes, de l'administration, de la production et des ventes et, pour Daily, des artistes et du répertoire. Pierce était précédemment vice-président de Four Star Records, à Pasadena, dans laquelle il avait investi 9 200 € (12 000 $), avant que la firme ne fasse faillite. Il apporte à Starday l'idée nouvelle de « pressages personnalisés ». Après l'achat, par Pierce, de Hollywood Records, jusque-là propriété de John Dolphin, l'administration de Starday est épaulée par celle de Hollywood.
En juin 1955, Pierce et Daily rachètent les actions de la société détenues par Starnes, qui a, peu de temps auparavant, découvert George Jones, un ancien marine, dans sa boîte de nuit. Jones est le premier artiste de la maison à devenir une star de la country. Jones joue d'abord de la guitare rythmique dans les sessions d'enregistrement d'Arlie Duff. Le premier single de George Jones est No Money in This Deal/You're in My Heart (Starday 130), enregistré le 19 janvier 1954, dans la salle de séjour de Starnes, sur un magnétophone domestique Magnecord. Le disque ne se vend pas bien. Entre 1954 et 1958, Jones devient un des musiciens à succès de la label. Initialement, il imite ses idoles, Roy Acuff et Lefty Frizzell, mais Harold Daily l'encourage à développer son propre style. Le 25 août 1955, il enregistre Why Baby Why, qui est son premier succès, prenant la quatrième place dans le palmarès country. Il est dépassé par Webb Pierce et Red Sovine en duo, qui occupent la première place pendant quatre semaines d'affilée. Entre 1954 et 1958, Jones enregistre d'autres succès de la musique country, exclusivement pour Starday : What Am I Worth (enregistré le 27 août 1955, n° 7 au palmarès), You Gotta Be My Baby (mars 1956, n° 7 également), Yearning (en duo avec Jeanette Hicks, août 1956, n° 10) ou Just One More (août 1956, n° 3). En mars 1956, il enregistre, sous le pseudonyme de Thumper Jones, dans les studios Gold Star (Houston), un des plus grands titres du rockabilly, Rock it. En novembre 1956, Jones enregistre le premier disque longue durée de Starday, Grand Ole Opry's New Star (Starday SLP 101).
En octobre 1957, Daily découvre Roger Miller, alors que celui-ci travaille comme groom à l'hôtel Andrew Jackson, à Nashville. Les premiers disques de ce dernier paraissent sous la marque Mercury-Starday Records. La coopération avec le label Mercury Records entre en vigueur le 1er janvier 1957, mais prend fin en juillet 1958. L'accord prévoit que Starday reprend la division country de Mercury et que les disques des artistes country, jusqu'ici sous contrat avec Mercury, sont édités sous la marque Mercury-Starday. Une des premières publications des marques associées est la composition originale de Léon Payne, Lumberjack, qui est mise en vente le 12 février 1957. Apprenant ceci, Willie Nelson, un chanteur de country alors complètement inconnu, prend contact avec Mercury-Starday. Don Pierce ne décèle pas immédiatement le potentiel du chanteur et lui propose, en mai 1957, d'enregistrer un single et d'en éditer 300 exemplaires. L'enregistrement a lieu au cours du mois, dans les studios de la radio KVAN, à Vancouver (Canada), et est édité dans la série Custom de Starday, sous le titre No Place for Me / Lumberjack (n° 45-628). C'est le premier enregistrement de Don Pierce et il va s'en vendre un total de 3 500 exemplaires.
La parution aléatoire des singles sous les étiquettes Starday, Starday-Mercury, ou simplement Mercury, est un obstacle à la classification pour les historiens. Jimmie Skinner est certainement une découverte de Starday et chante, sous l'étiquette Mercury, sa composition originale I Found my Girl in the USA. Elle paraît le 10 septembre 1957 et atteint la cinquième place du palmarès country. Jimmy Dean & His Texas Wildcats sont déjà sous contrat avec d'autres maisons de disques, mais ils rejoignent Starday en avril 1957. Leurs nombreux enregistrements ne sont pas dans les palmarès. Le dernier single de la liaison de courte durée avec Mercury est A Life of Sorrow des Stanley Brothers, sorti le 15 janvier 1958. Après la séparation, Mercury récupère George Jones, qui est, cependant, autorisé à continuer à produire avec Pappy Daily. Mercury a de la chance, lors de la répartition, parce que George Jones obtient son premier succès avec White Lightning, une composition rapide du Big Bopper, qui prend la première place du palmarès country (à la onzième prise, la peau des doigts du bassiste Buddy Killen est arrachée. Il est alors décidé de prendre la troisième prise). Le conflit d'intérêts imminent entre la production de Daily pour Mercury et sa participation à Starday doit être résolu. Par conséquent, Don Pierce rachète, en juillet 1958, les actions de Daily dans la société, afin d'en rester le seul propriétaire. Tommy Hill prend la place de Daily, à la direction des artistes et du répertoire. Pierce crée, en juin 1960, son propre studio d'enregistrement, les Starday Sound Studios, à Nashville (États-Unis), qui sont également régulièrement loués par Red Sovine.
Jusqu'en 1959, Starday établit sa réputation comme label de bluegrass. Cette année-là, Pierce est élu « homme de l'année », dans la catégorie musique country, par Billboard. En novembre 1961, Arthur Smith rejoint la label et tente, avec Guitar Boogie-Twist, en janvier 1962, de renouer avec le succès obtenu par son classique instrumental, Guitar Boogie, enregistré en septembre 1944. Même Dottie West fait ses débuts dans le nouveau studio de Starday, en septembre 1960, mais son premier gros succès ne se produira qu'en 1963, chez RCA Records et produit par Chet Atkins. Sous la direction unique de Pierce, Starday enregistre de nombreux succès, dans le secteur de la musique country, comme Black Land Farmer, par Frankie Miller (publié le 9 mars 1959, 5e au palmarès), Alabam, par Cowboy Copas (qui a rejoint Starday en 1959), enregistré le 5 février 1960, et qui est le plus gros succès du catalogue Starday, en conservant la première place du palmarès pendant douze semaines d'affilée, ou Giddyup Go, de Red Sovine (4 août 1965, six semaines à la première place).
Le 5 mars 1963, Cowboy Copas meurt dans un accident d'avion, près de Camden (Tennessee) en même temps que Patsy Cline (Decca) et Hawkshaw Hawkins (King Records). Starday perd alors un de ses artistes majeurs. En septembre 1963, la filiale Nashville Records est créée et publie des chanteurs de country, comme Bill Clifton et Red Sovine, ainsi que des enregistrements de bluegrass. Les grandes compagnies discographiques dédaignent presque entièrement ces domaines périphériques, se concentrant plutôt sur la commercialisation du Nashville sound, plus profitable. En octobre 1968, Starday fusionne avec King Records. La part de Pierce dans Starday passe alors à 1 500 000 € (2 millions de dollars).
À la fin des années 1960, la production de nouveautés par Starday est limitée et la plupart de ses enregistrements sont des rééditions, principalement des chansons enregistrées initialement par Staday ou publiées par d'autres petits labels.

### Disparition
En octobre 1968, après la mort de Sydney Nathan, son label, King Records, de Cincinnati (Ohio), fusionne avec Starday, alors dirigé par Hal Neely, pour former Starday-King Records. King Records a un important catalogue de musique country, mais aussi de rhythm'n blues, avec des artistes comme James Brown, Little Willie John, Freddie King et Hank Ballard. En 1971, le groupe est vendu à Lin Broadcasting, pour 3 900 000 € (5 000 000 $). En juillet de cette même année, Lin cède à Polydor le contrat de James Brown et le catalogue King-Starday revient à Tennessee Recording & Publishing, de Freddy Bienstock, Hal Neely, Jerry Leiber et Mike Stoller. Les bandes originales de Starday sont vendues, en 1975, pour 290 000 € (375 000 $), à Moe Lytle, de GML Inc. (Gusto Records), de Nashville,. Après cela, le catalogue de Starday est utilisé pour des compilations de chansons country historiques.
L'étiquette Starday fait brièvement un retour en force dans le milieu des années 1970, lorsque Red Sovine, en juillet 1978, réédite la chanson de camionneur sentimentale Teddy Bear (Starday/Gusto 142), de Jonny Hill, déjà publiée en mai 1976 et en fait un succès du palmarès. Cet enregistrement atteint la première place du classement de Billboard en sept semaines, plus rapidement que tout autre disque 45 tours jusqu'ici, ou par la suite. Cette chanson parlée est même classée au palmarès pop et est commercialisée en Allemagne, en mars 1979, sous le titre de Ruf Teddybär Eins-vier, où elle prend la huitième place du palmarès.

### Postérité
Durant les années 1950 et 1960, Starday possède le plus important catalogue américain de bluegrass, mais aussi des morceaux légendaires de rockabilly, un vaste stock de honky-tonk du Texas, ainsi que du gospel classique, de la musique western, de la musique cajun et des enregistrements de musique sacrée. Parmi les artistes édités par Starday, on peut noter Hoyt Scoggins, Johnny Bond, Pee Wee King, Eddie Noack, les Willis Brothers, Lewis Family et Carl Story. La comédienne Minnie Pearl publie de nombreux enregistrements sous l'étiquette Starday. Chez les vétérans de la musique country, Helen Carter et T. Texas Tyler sont aussi sous contrat. La label produit aussi les enregistrements radiophoniques d'artistes au crépuscule de leur carrière, comme les Blue Sky Boys, Lulu Belle and Scotty, Texas Ruby et Moon Mullican, qui n'intéressent guère les grandes firmes discographiques, dans les années 1960. Enfin, Starday est connue pour son édition de dizaines d'albums de compilation à bas prix, présentant des artistes de la maison, ou y ayant appartenu.
L'artiste de Starday qui a connu le plus de succès est peut-être Red Sovine, qui obtenu nombre de succès, dans les années 1960, avec l'étiquette de la maison. Starday également produit une série d'anthologies classiques d'enregistrements de chansons de camionneur, par différents artistes, dont Copas (1913-1963), Bond, Sovine et les frères Willis, et de bluegrass, notamment par Moore and Napier et Reno and Smiley. Ces disques sont célèbres pour leurs pochettes en couleur, illustrées de photographies prises sur des aires de stationnement de camions de la région de Nashville, avec de vrais semi-remorques et des modèles féminins galbés, habillés en serveuses.

## Siège social

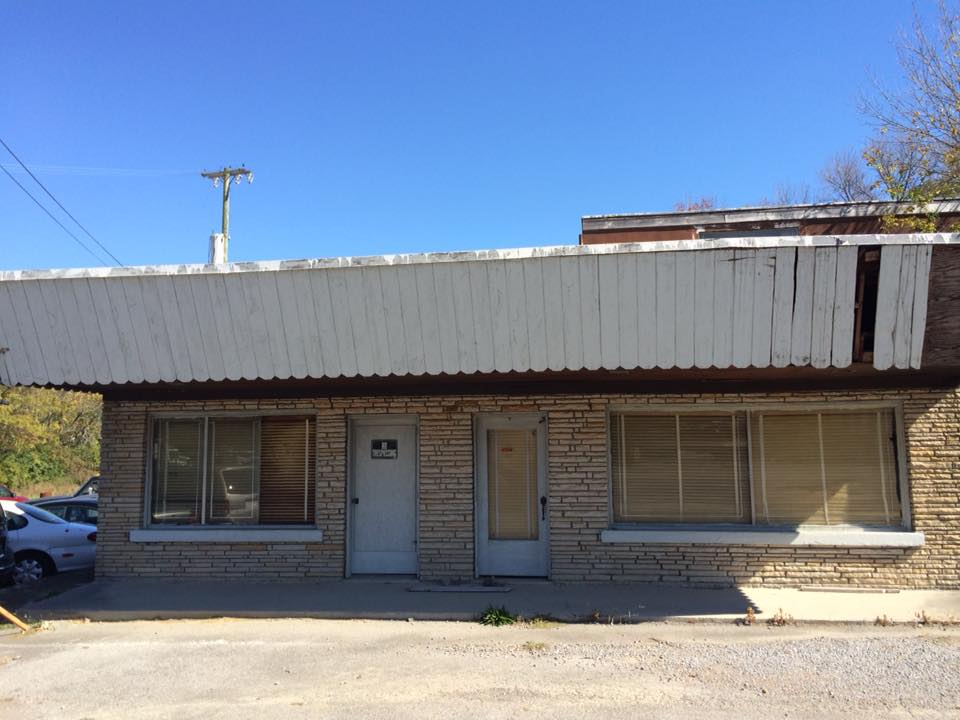
Locaux abandonnés de Starday, situés 3557 Dickerson Pike, Nashville, Tennessee.

D'abord situé à Houston, au Texas (États-Unis), le siège social est, par la suite, déplacé, en 1957, à Madison, dans le Tennessee (États-Unis), en même temps que celui de Hollywood Records.

## Filiales
Dixie Records et Nashville Records sont deux filiales de Starday. Nashville Records est créée en 1964 et enregistre de la musique country et western, principalement des artistes déjà sous contrat avec Starday. La filiale disparaît au début des années 1970.

## Starday Package Deal
Le Starday Package Deal est une idée commerciale introduite par Don Pierce en 1955. Auparavant, Pierce est employé par Four Star Records, en Californie, qui vient d'introduire la série OP (Other People). Ce programme permet à un artiste de diffuser des chansons qu'il a lui-même enregistrées, avec le nom du label de son choix. La maison de disques grave les disques,avec un tirage de 100 à 500 pièces, et les envoie à l'artiste, qui n'a alors plus qu'à les vendre. C'est ainsi que le premier single de Willie Nelson est vendu sous l'étiquette Willie Nelson Label.
Ce qui commence, en 1955, comme un petit projet, s'avère rapidement très lucratif pour Starday. Bien que d'autres labels, comme Four Star, RCA Victor et Columbia Records, offrent également ce service, le Starday Package Deal est un succès. Avec l'avènement du rock'n roll, il y a suffisamment de musiciens qui veulent enregistrer des disques et se tournent vers Starday.
Les publications du Package Deal sont répertoriées dans une série distincte, dont les numéros de catalogue commencent à 500, en 1955, et se terminent, dans le milieu des années 1960, aux alentours de 1 100, précédés, dans chaque cas, par le préfixe 45. Si aucun nom de label spécifique n'est indiqué, les chansons sont publiées sur le label Starday (et, à partir de 1958, Dixie).

## Étiquettes des disques 33 tours
Starday utilise, au cours de son existence, cinq modèles d'étiquettes pour les 33 tours. Le fond est toujours jaune et les inscriptions en noir. La première étiquette indique « Starday », en script, au-dessus du trou central. La seconde porte « STARDAY RECORDS », en majuscule, au-dessus du trou, et le numéro en dessous. Sur la troisième, « STARDAY » est toujours en majuscules, mais plus grandes, et en arrondi le long de la bordure de l'étiquette, alors que « RECORDS » est écrit droit. En dessous, la mention « Founded 1952 », en italiques, est ajoutée. Sur la partie inférieure de l'étiquette, on trouve la mention, en petites capitales, « FROM NASHVILLE, TENNESSEE, 'THE MUSICAL HEART OF AMERICA' », en arrondi, le long de la bordure.
Le quatrième modèle porte l'inscription « Starday » dans un ovale surmonté d'un aigle et des mots « Founded 1952 », et, dans la partie inférieure, en arrondi le long de la bordure, « STARDAY RECORDING AND PUBLISHING CO., INC. ». Enfin, sur la cinquième version, le logo est maintenant en couleur et au centre de l'étiquette, traversé par le trou de centrage du disque. La mention « Starday Recording and Publishing Co., Inc. » est toujours dans la partie inférieure, mais en minuscules.
L'étiquette Starday-Gusto, à partir de 1975, est verte, avec des impressions en noir. « Starday », en blanc et surmonté de l'aigle, est au-dessus du trou. La partie inférieure porte la mention « Distributed by Gusto Records, 220 Boscobel St. Nashville, Tennessee 37213 ».

## Discographie

### 33 tours
| Date de parution                   | Numéro                   | Artiste(s)                                                                                               | Titre                                                                                          | Face A | Face B |
| ---------------------------------- | ------------------------ | --- | ---------------------------------------------------------------------------------------------- | --- | ------ |
| 1957 (enregistré en novembre 1956) | SLP 101                  | George Jones                                                                                             | Grand Ole Opry's New Star George Jones Country Song Hits                                       | |        |
| 1960                               | SLP 122                  | The Stanley Brothers                                                                                     | Sacred Songs from the Hills                                                                    | |        |
| 1961                               | SLP 125                  | George Jones                                                                                             | The Crown Prince of Country Music                                                              | |        |
| 1961                               | SLP 130                  | Oak Ridge Quartet                                                                                        | Master Showmen of Song                                                                         | |        |
| 1961                               | SLP 138 (monophonique)   | | Country and Gospel International Presents Nashville Steel Guitar                               | |        |
| 1961                               | SLP 144                  | Cowboy Copas                                                                                             | Songs that Made Him Famous                                                                     | |        |
| 1961                               | SLP 146                  | Bill Clifton and His Dixie Mountain Boys                                                                 | Carter Family Memorial Album                                                                   | |        |
| 1961                               | SLP 147                  | Johnny Bond                                                                                              | That Wild Wicked But Wonderful West                                                            | |        |
| 1961                               | SLP 155                  | The Lonesome Pine Fiddlers                                                                               | 14 Mountain Songs Featuring 5-String Banjo                                                     | |        |
| 1962                               | SLP142                   | Stringbean                                                                                               | Old Time Banjo Pickin´ & Singin´ With Stringbean The Kentucky Wonder And His Five-String Banjo | |        |
| 1962                               | SLP 143                  | | Country Music Samplers                                                                         | |        |
| 1962                               | SLP 159                  | Bill Clifton                                                                                             | The Bluegrass Sound of Bill Clifton                                                            | |        |
| 1962                               | SLP 169                  | | More Banjo in the Hills                                                                        | |        |
| 1962                               | SLP 174                  | The Country Gentlemen                                                                                    | Bluegrass at Carnegie Hall                                                                     | |        |
| 1962                               | SLP 176                  | | Tennessee Guitar                                                                               | |        |
| 1962                               | SLP 187                  | Johnny Bond                                                                                              | Live It Up and Laugh It Up With Johnny Bond and His Friends On Stage                           | |        |
| 1962                               | SLP 192                  | Bashful Brother Oswald                                                                                   | Celebrating 25 Years With Roy Acuff and the Smokey Mountain Boys on the Grand Ole Opry         | |        |
| 1962                               | SLP 205                  | The Blue Sky Boys                                                                                        | A Treasury of Rare Song Gems from the Past                                                     | |        |
| 1962                               | SLP-279                  | Wayne Raney                                                                                              | Don't Try to Be What You Ain't                                                                 | |        |
| 1963                               | SLP 207 (monophonique)   | | Prisoner Songs                                                                                 | |        |
| 1963                               | SLP 213                  | Bill Clifton et The Dixie Mountain Boys                                                                  | Soldier, Sing Me a Song                                                                        | |        |
| 1963                               | SLP 219                  | Carl Story & His Rambling Mountaineers                                                                   | Mighty Close to Heaven                                                                         | |        |
| 1963                               | SLP 220                  | Hylo Brown                                                                                               | Hylo Brown Meets the Lonesome Pine Fiddlers                                                    | |        |
| 1963                               | SLP 237                  | | Cavalcade Of Country Comedy and Rural Humor                                                    | |        |
| 1963                               | SLP 249                  | Hylo Brown                                                                                               | Sing Me A Bluegrass Song                                                                       | |        |
| 1963                               | SLP 250                  | | Diesel Smoke, Dangerous Curves, and Other Truck Driver Favorites                               | |        |
| 1963                               | SLP 251                  | Merle Kilgore                                                                                            | There's Gold in them Thar Hills                                                                | |        |
| 1963                               | SLP 257                  | Blue Sky Boys                                                                                            | Together Again : The Blue Sky Boys (Bill and Earl Bolick)                                      | |        |
| 1963                               | SLP 258                  | Howard Vokes                                                                                             | Tragedy and Disaster In Country Songs                                                          | |        |
| 1963                               |                          | | The Steel Guitar Hall of Fame                                                                  | |        |
| 1963                               |                          | | Bright lights and honky tonks                                                                  | |        |
| 1964                               | SLP 280 (monophonique)   | Leon McAuliff                                                                                            | Swinging West                                                                                  | |        |
| 1964                               | SLP 294                  | | The Greatest Country Fiddlers of our Time                                                      | |        |
| 1964                               | SLP 306                  | | Let's Hit the Road (More Truck Driving Favorites to Keep the Big Rigs Rolling)                 | |        |
| 1965                               | 342                      | Alex Campbell et Olabelle et The New River Boys                                                          | Travel on                                                                                      | |        |
| 1965                               | SLP 157                  | The Willis brothers Johnny Bond Joe Maphis Red Sovine                                                    | That's truckdrivin'                                                                            | |        |
| 1965                               | SLP 318                  | Roger Miller                                                                                             | Wild Child                                                                                     | |        |
| 1965                               | SLP 323                  | The Willis Brothers                                                                                      | Give Me 40 Acres (to Turn this Rig Around)                                                     | |        |
| 1965                               | SLP 335                  | | Country Guitar Hall of Fame                                                                    | |        |
| 1965                               | SLP 336                  | Kenny Roberts                                                                                            | Indian Love Call                                                                               | |        |
| 1965                               | SLP 350                  | | Stars of the Steel Guitar                                                                      | |        |
| 1965                               | SLP 354                  | Johnny Bond                                                                                              | Famous Hot Rodders I Have Known                                                                | |        |
| 1965                               | SLP 357                  | | That's Truck Drivin'                                                                           | |        |
| 1965                               | SLP-363                  | Red Sovine                                                                                               | Giddy-Up Go                                                                                    | |        |
| 1966                               | SLP 368                  | Johnny Bond                                                                                              | The Man Who Comes Around                                                                       | |        |
| 1966                               | SLP 374                  | | Country Music Goes to War                                                                      | |        |
| 1966                               | SLP 386                  | | Thunder on the Road                                                                            | |        |
| 1967                               | SLP 402                  | Johnny Bond                                                                                              | Ten Nights in a Barroom                                                                        | |        |
| 1967                               | SLP 404                  | | The Man Behind the Wheel                                                                       | |        |
| 1967                               | SYS 0127(e)              | | Fire on the Strings - Great Country and Western Instrumentals                                  | |        |
| 1968                               | SLP-378                  | Johnny Bond                                                                                              | Bottles Up                                                                                     | |        |
| 1968                               | SLP 416                  | Johnny Bond                                                                                              | Drink Up and Go Home                                                                           | |        |
| 1968                               | SLP 428                  | The Willis Brothers                                                                                      | Hey Mister Truck Driver!                                                                       | |        |
| 1968                               | S-SLP-424                | Glen Campbell                                                                                            | Country Soul                                                                                   | |        |
| 1972                               | SLP 482-498              | New Grass Revival                                                                                        | The Arrival of the New Grass Revival                                                           | |        |
| 1973                               | 480-498                  | Larry Sparks et The Lonesome Ramblers                                                                    | Ramblin' Bluegrass                                                                             | |        |
| 1973                               | SLP 482-498              | Reno & Smiley                                                                                            | Last Time Together                                                                             | |        |
| 1975                               | SD-951                   | Mike Lunsford                                                                                            | Mike Lunsford                                                                                  | |        |
| 1975                               | SK791                    | The Stanley Brothers                                                                                     | Folk Song Festival                                                                             | |        |
| 1975                               | SLP 209                  | | Fiddler's Hall of Fame                                                                         | |        |
| 1975                               | SLP-436                  | Red Sovine                                                                                               | Classic Narrations                                                                             | |        |
| 1975                               | SLP 454                  | | Best of the Truck Driver Songs                                                                 | |        |
| 1975                               | SLP-952                  | Red Sovine                                                                                               | The Best of Red Sovine                                                                         | |        |
| 1975                               | SLP-961                  | Reno et Smiley                                                                                           | The Best of Reno and Smiley                                                                    | |        |
| 1975                               | SLP-962                  | The Delmore Brothers                                                                                     | The Best of The Delmore Brothers                                                               | |        |
| 1976                               | SD-3023                  | Bill Doggett And His Combo                                                                               | 16 Bandstand Favorites                                                                         | |        |
| 1976                               | SLP 104                  | | Banjo In The Hills                                                                             | |        |
| 1976                               | SLP 215                  | Stringbean And His Banjo                                                                                 | A Salute to Uncle Dave Macon                                                                   | |        |
| 1977                               | PO 297                   | Flatt & Scruggs                                                                                          | The Golden Hits of Lester Flatt And Earl Scruggs                                               | |        |
| 1977                               | SD-992                   | B.J. Thomas                                                                                              | The Best Of B.J. Thomas                                                                        | |        |
| 1977                               | SD-3001                  | Reno et Smiley                                                                                           | 16 Greatest Hits                                                                               | |        |
| 1977                               | SD 3005                  | Billy « Crash » Craddock                                                                                 | 16 Favorite Hits                                                                               | |        |
| 1977                               | SLP 398                  | Moon Mullican                                                                                            | Plays and Sings his Greatest Hits                                                              | |        |
| 1977                               | SLP-482                  | | New Grass Revival                                                                              | |        |
| 1977                               | SLP 489                  | J.D. Crowe and the New South                                                                             |                                                                                                | |        |
|                                    | 30.587                   | Dutch Bluegrass Boys                                                                                     | The Dutch Bluegrass Boys                                                                       | |        |
|                                    | CMS (deux disques)       | | 50 Stars! 50 Hits! of Country Music                                                            | |        |
|                                    | NLP 2004                 | Bill Clifton And His Dixie Mountain Boys                                                                 | Mountain Bluegrass Songs                                                                       | |        |
|                                    | SLP 118                  | Cowboy Copas                                                                                             | All Time Country Music Great                                                                   | 1. Alabam 2. Pretty diamonds 3. I'm a Slave to You (avec Cathy Copas) 4. I can 5. Black Cloud Risin' 6. Wings of the great speckled bird |        |
|                                    | SLP 156                  | The sunshine boys                                                                                        | Golden Gospel                                                                                  | |        |
|                                    | SLP 165                  | | Holy Cry From The Hills                                                                        | |        |
|                                    | SLP 203                  | Red Ellis et The Huron Valley boys                                                                       | 14 Songs with 5-String Banjo                                                                   | |        |
|                                    | SLP 242 (deux disques)   | | Grand Ole Opry Spectacular                                                                     | |        |
|                                    | SLP 300                  | Wilf Carter                                                                                              | Montana Slim                                                                                   | |        |
|                                    | SLP 335                  | George Jones                                                                                             | Starday Presents George Jones                                                                  | |        |
|                                    | SLP 347                  | Cowboy Copas                                                                                             | The Cowboy Copas Story                                                                         | |        |
|                                    | SLP 463                  | Rose Maddox                                                                                              | Rosie                                                                                          | |        |
|                                    | SLP-9-468 (deux disques) | | Country Music Hall of Fame - Vol. 10                                                           | |        |
|                                    | S-SLP 466                | The Willis Brothers                                                                                      | Best of The Willis Brothers                                                                    | 1. Give Me Forty Acres 2. 3. Gonna buy me a jukebox 4. 5. 6.                                                                             |        |
|                                    | ST-91624                 | Carl Story                                                                                               | Daddy Sang Bass                                                                                | |        |
|                                    | T 90241                  | Roger Miller                                                                                             | Wild Child                                                                                     | |        |
|                                    |                          | | Country Music Cannonball                                                                       | |        |
|                                    |                          | George Jones Cowboy Copas Buck Owens Moon Mullican Red Sovine Frankie Miller Justin Tubb Archie Campbell | The Hit-parade of American Country Music                                                       | |        |
|                                    |                          | | That Dobro Sound's Goin' Round                                                                 | |        |
|                                    |                          | Earl Bostic                                                                                              | Earl Bostic Plays                                                                              | |        |

### 45 tours
| Date de parution                            | Numéro                    | Artiste(s)                                            | Face A                                              | Face B                                            |
| ------------------------------------------- | ------------------------- | ----------------------------------------------------- | --------------------------------------------------- | ------------------------------------------------- |
| 1953 (mai)                                  | 104                       | Arlie Duff                                            | You All Come                                        | Poor Ole Teacher                                  |
| 1953 (4 juillet)                            | 101                       | Mary Jo Chelette                                      | Gee It's Tough to Be Thirteen                       | Cat Fishing                                       |
| 1953                                        | 102                       | Blackie Crawford et The Western Cherokees             | Mariuch                                             | Cherokee Steel Guitar                             |
| 1953                                        | 103                       | Bob Heppler                                           | If You Don't Mind                                   | I Don't Like It'                                  |
| 1953                                        | 105                       | Blackie Crawford et The Western Cherokees             | Huckleberry Pie                                     | Hat Check Baby                                    |
| 1953                                        | 106                       | Arlie Duff                                            | Stuck-In-A-Mud Hole                                 | A Million Tears                                   |
| 1953                                        | 107                       | Bob Heppler                                           | Handle With Care                                    | One Step Ahead                                    |
| 1953                                        | 109                       | Patsy Elshire                                         | Two Can Play The Game                               | Someday I Know He Will                            |
| 1953                                        | 110                       | Bill Potter                                           | I Lost My Gal                                       | Nobody Knows                                      |
| 1953                                        | 111                       | Bill Potter                                           | Honk Your Horn                                      | Cry Not for Me                                    |
| 1953                                        | 112                       | Mary Jo Chelette                                      | Son Of Mexican Joe                                  | You Can Be the One                                |
| 1953                                        | 114                       | Sonny Burns                                           | Blue, Blue Rain                                     | Though You're In My Arms                          |
| 1953                                        | 115                       | Patsy Elshire                                         | You Can't Play In My Playhouse                      | Pieces of a Heart                                 |
| 1953                                        | 116                       | Blackie Crawford et The Western Cherokees             | Stop Boogie Woogie                                  | Left Over Love                                    |
| 1953                                        | 117                       | Al Petty et Jack Rhodes                               | Gypsy Heart                                         | Al's Steel Guitar Wobble                          |
| 1953                                        | 118                       | Sonny Burns                                           | Too Hot To Handle                                   | Powder and Paint                                  |
| 1954 (19 janvier)                           | 130                       | George Jones                                          | No Money in this Deal                               | You're in My Heart                                |
| 1954                                        | 119                       | Billie Harbert                                        | Ain't That Whiskey Hot                              | Mortgage On Your Heart                            |
| 1954                                        | 120                       | « Smilin' » Jerry Jericho                             | Moanin' In The Morning                              | Let's Call It Off                                 |
| 1954                                        | 121                       | Mary Jo Chelette                                      | He Likes Me                                         | Where Are You Darlin'                             |
| 1954                                        | 122                       | Patsy Elshire                                         | Girl With A Past                                    | You Sent Her an Orchid                            |
| 1954                                        | 123                       | Patsy Elshire                                         | You Can Be The One                                  | Throw Away the Glass                              |
| 1954                                        | 124                       | Fred Crawford                                         | Each Passing Day                                    | Time Will Take You off My Mind                    |
| 1954                                        | 125                       | Jimmie Walton                                         | Baby You're The One                                 | High as a Georgia Pine                            |
| 1954                                        | 126                       | Blackie Crawford et The Western Cherokees             | If They Tell You                                    | Popcorn                                           |
| 1954                                        | 127                       | The Duff Trio                                         | Country Singing (Along Side of the Road)            | When The Saints Go Marching In                    |
| 1954                                        | 128                       | Earney Vandagriff                                     | Alabama Blues                                       | Where You Been                                    |
| 1954                                        | 129                       | Cotton Henry et The Oklahoma Hillbillies              | Eskimo Nell                                         | Alibying Sweetie                                  |
| 1954                                        | 131                       | Sonny Burns                                           | A Place For Girls Like You                          | Heart Like a Dollar Sign                          |
| 1954                                        | 132                       | Arlie Duff                                            | Let Me Be Your Salty Dog                            | Back to the Country                               |
| 1954                                        | 133                       | Jerry Jericho                                         | Lovin' Up A Storm                                   | I Can't Give You Anything but Me                  |
| 1954                                        | 134                       | Corky Carpenter                                       | Chapel Of Memories                                  | My Heart Would Like to Know                       |
| 1954                                        | 135                       | Ann Raye                                              | You Can't Go Riding                                 | Brazen Ringless Hand                              |
| 1954                                        | 136                       | Jack Tucker                                           | I Was Only Foolin' Me                               | Itchin' for a Hitchin'                            |
| 1954                                        | 137                       | Les Chambers                                          | Too Much Pride                                      | Lonely Heart Waltz                                |
| 1954                                        | 138                       | Hoyt Scoggins                                         | Born Of The Spirit                                  | Mother Was Good and Faithful                      |
| 1954                                        | 139                       | Marvin Lacy                                           | Lost Chicken                                        | I Want to Know More About You                     |
| 1954                                        | 140                       | Chuck Mayfield                                        | Washing On The Line                                 | Face in the Clouds                                |
| 1954                                        | 141                       | Al Petty                                              | Country Saturday Night                              | Steel Guitar Special                              |
| 1954                                        | 142                       | Pat Patterson                                         | Mister Hillbilly                                    | First You Buy The Beer                            |
| 1954                                        | 143                       | Dick Stubbs                                           | Hillbilly Swing                                     | Wired For Sound                                   |
| 1954                                        | 144                       | Jimmie Walton                                         | What Will The Future Bring                          | I'll Live That Name                               |
| 1954                                        | 145                       | Fred Crawford                                         | Love With Such A Past                               | First on Your List                                |
| 1954                                        | 146                       | George Jones (avec Sonny Burns sur la face B)         | Play It Cool, Man                                   | Wrong About You                                   |
| 1954                                        | 147                       | Sid Ervin                                             | Who Put The Turtle In Myrtle's Girdle               | If Tears Could Cry                                |
| 1954                                        | 148                       | Bob Jones                                             | I Got By                                            | You'd Better Behave Baby                          |
| 1954                                        | 149                       | Dewayne Higdon                                        | Take Your Time                                      | Does Anybody Know                                 |
| 1954                                        | 150                       | Don Payne                                             | Pogo The Hobo                                       | Forever                                           |
| 1954                                        | 151                       | Ann Raye                                              | I Think Of You                                      | One Year Has Passed                               |
| 1954                                        | 152                       | Sonny Burns                                           | Another Woman Looking For A Man                     | Waltzing with Sin                                 |
| 1954                                        | 153                       | Hoot et Curley                                        | Another Man's Wife                                  | Hurry, Hurry                                      |
| 1954                                        | 155                       | Joe Price                                             | Keep The Wolves Away                                | Pay Attention Please                              |
| 1954                                        | 156                       | Fred Crawford                                         | Never Gonna Get Married Again                       | Touch My World                                    |
| 1954                                        | 157                       | Al Petty et Cecil Ray                                 | Steel Mill                                          | I May Not Be Much of A Fellow                     |
| 1954                                        | 158                       | Les Chambers                                          | Kiss Like That                                      | Lonesome                                          |
| 1954                                        | 159                       | Eddie Noack                                           | Take It Away Lucky                                  | Don't Trade                                       |
| 1954                                        | 160                       | George Jones                                          | Let Him Know                                        | Let Me Catch My Breath (2 min 18 s)               |
| 1954                                        | 161                       | Chuck Mayfield                                        | Lucky Me                                            | Helpless Hands                                    |
| 1954                                        | 162                       | George Jones                                          | You All Goodnight                                   | Let Him Know                                      |
| 1954                                        | 163                       | Eddie Eddings                                         | Smoochin'                                           | Yearnin' (to Kiss You)                            |
| 1954                                        | 164                       | Red Hays                                              | Satisfied Mind                                      | Doggone Woman                                     |
| 1954                                        | 165                       | George Jones (avec Sonny Burns sur la face B)         | Tell Her                                            | Heartbroken Me                                    |
| 1954                                        | 166                       | Glenn Barber                                          | Ice Water                                           | Ring Around the Moon                              |
| 1954                                        | 167                       | R. D. Hendon                                          | You Travelled Too Far                               | Return to My Broken Heart                         |
| 1955 (25 août)                              | 202                       | George Jones                                          | Why Baby Why (3 min 46 s)                           | Season of My Heart                                |
| 1955 (27 août)                              | 216                       | George Jones                                          | What am I Worth                                     | Still Hurtin'                                     |
| 1955 (14 octobre) (enregistré en août 1955) | 45-528                    | Wanda Ballman avec Eeny, Meeny, Miney et Mo           | Think It Over (Before You Cast Your Stone)          | I'm Gonna Keep My Eye on You                      |
| 1955                                        | 168                       | Hoot et Curley                                        | Country Lovin'                                      | Part of Your Heart                                |
| 1955                                        | 169                       | Eddie Noack                                           | Left Over Lovin'                                    | I'll Be So Good to You                            |
| 1955                                        | 170                       | Fred Crawford                                         | You Gotta Wait                                      | I Just Need Some Lovin'                           |
| 1955                                        | 171                       | Cotton Henry                                          | 2 Times 2                                           | Let's Be Sweethearts Tonight                      |
| 1955                                        | 172                       | Pat Patterson et The Missouri Hillbillies             | Racetrack of Love                                   | Here Comes All My Love                            |
| 1955                                        | 173                       | Hoyt Scoggins                                         | Trudy                                               | Muddy Old River                                   |
| 1955                                        | 174                       | Bill Nettles                                          | Wine-O Boogie                                       | Gumbo Mumbo                                       |
| 1955                                        | 175                       | Sonny Burns                                           | Invitations                                         | Let's Change Sweethearts                          |
| 1955                                        | 176                       | Arlie Duff                                            | Courtin's Here To Stay                              | Fifteen Cents a Pop                               |
| 1955                                        | 177                       | Joe Price                                             | Typhoon                                             | It Makes Me Happy                                 |
| 1955                                        | 178                       | Biff Collie                                           | Lonely                                              | What This Old World Needs                         |
| 1955                                        | 179                       | Sonny Fisher                                          | Rockin' Daddy                                       | Hold Me Baby                                      |
| 1955                                        | 180                       | Les Chambers                                          | Bald Headed Daddy                                   | Sneakin' Out                                      |
| 1955                                        | 181                       | Les Chambers (face A) Johnny Mathis (face B)          | Everybody Else Does                                 | Will It Alway Be                                  |
| 1955                                        | 182                       | Jerry Hopkins                                         | Mamma's Baby                                        | My Everlasting Love                               |
| 1955                                        | 183                       | Jess Thomas                                           | Weekly Rasslin' Match                               | Take 2 Aspirins                                   |
| 1955                                        | 184                       | Chuck Mayfield                                        | Trinidaddy                                          | Tell Me Sweet                                     |
| 1955                                        | 185                       | Roy Drusky                                            | Such A Fool                                         | Mumbling To Myself                                |
| 1955                                        | 186                       | Melvin Price                                          | The Pace That Kills                                 | Maybe It's Because I Love You                     |
| 1955                                        | 187                       | Harry Choates                                         | Original Jole Blon (version en anglais)             | Original Jole Blon (version en français)          |
| 1955                                        | 188                       | George Jones                                          | Hold Everything                                     | What's Wrong with You                             |
| 1955                                        | 189                       | Sonny Burns                                           | Six Feet Of Earth                                   | You'll Look A Long Time                           |
| 1955                                        | 190                       | Sonny Fisher                                          | Sneaky Pete                                         | Hey Mama                                          |
| 1955                                        | 191                       | Earney Vandagriff                                     | Guest Star In Heaven (Tribute To Hank Williams)     | I Know I'm Falling In Love                        |
| 1955                                        | 192                       | Smokey Stover                                         | You Won't Kid Me                                    | It's Easier Said than Done                        |
| 1955                                        | 193                       | Hoot et Curley                                        | Hillbilly Heart                                     | That's My Style                                   |
| 1955                                        | 194                       | R. D. Hendon                                          | Big Black Cat                                       | Four Walls Around                                 |
| 1955                                        | 195                       | Hoot et Curley                                        | Battered Old Raincoat                               | You Get What You Pay for                          |
| 1955                                        | 196                       | Glenn Barber                                          | Married Man                                         | Poor Man's Baby                                   |
| 1955                                        | 197                       | Jack Hammons                                          | Mr. Cupid                                           | That's The Way to Fall In Love                    |
| 1955                                        | 198                       | Gene Tabor                                            | Real Gone Jesse                                     | Not the Marryin' Kind                             |
| 1955                                        | 199                       | Fred Crawford                                         | Can't Live With 'Em                                 | What's on Your Mind                               |
| 1955                                        | 200                       | Jimmy et Dorothy Blakely                              | Take My Heart                                       | You Left Me With the Blues                        |
| 1955                                        | 201                       | Eddie Noack                                           | If It Ain't on the Menu                             |                                                   |
| 1955                                        | 203                       | Biff Collie                                           | Goodbye, Farewell, So Long                          | Look on the Good Side                             |
| 1955                                        | 204                       | Jimmy Lee Durden                                      | Reconsider                                          | What Can I Say                                    |
| 1955                                        | 205                       | Jack Derrick                                          | Waiting And Watching                                | I Can't Lose                                      |
| 1955                                        | 206                       | Les Chambers et Johnny Mathis                         | Give Me a Little More                               | Sincerely                                         |
| 1955                                        | 207                       | Sonny Fisher                                          | Rockin' And Rollin'                                 | I Can't Lose                                      |
| 1955                                        | 208                       | Leon Payne                                            | We're On The Main Line                              | I Die 10,000 Times A Day                          |
| 1955                                        | 209                       | Sonny Burns                                           | A Real Cool Cat                                     | Frown on the Moon                                 |
| 1955                                        | 210                       | Bob Jones                                             | It Died In Your Heart                               | I Can't Bear to See You Go                        |
| 1955                                        | 211                       | Chuck Mayfield                                        | Hog Sloppin' Time (2 min 47 s)                      | Are You Trying To Tell Me Goodbye                 |
| 1955                                        | 212                       | Harry Choates                                         | Opelousas Waltz                                     | Poor Hobo                                         |
| 1955                                        | 213                       | Eddie Noack                                           | Fair Today, Cold Tomorrow                           | Don't Worry 'bout Me Baby                         |
| 1955                                        | 214                       | Glenn Barber                                          | Ain't It Funny                                      | Livin' High and Wide                              |
| 1955                                        | 215                       | Leon Payne                                            | Christmas Everyday                                  | Christmas Love Song                               |
| 1955                                        | 217                       | Rudy Gaddis                                           | Uranium Fever                                       | My Tears are a Measure                            |
| 1955                                        | 218                       | Fred Crawford                                         | Just Another Broken Heart                           | Me and My New Baby                                |
| 1956 (mars)                                 | 240                       | Thumper Jones                                         | Rock it                                             | How Come It                                       |
| 1956 (mars)                                 | 247                       | George Jones                                          | You Gotta Be My Baby                                | It's OK                                           |
| 1956 (mai)                                  | 45-560                    | Jerry Hanson                                          | Cry                                                 |                                                   |
| 1956 (août)                                 | 264                       | George Jones                                          | Just One More                                       | Gonna Come Get You                                |
| 1956 (août)                                 | 279                       | Jeanette Hicks et George Jones                        | Yearning                                            | So Near Yet So Far Away                           |
| 1956                                        | 220                       | Leon Payne                                            | Doorstep To Heaven                                  | You Are The One                                   |
| 1956                                        | 221                       | Jimmy et Dorothy Blakely                              | Ping Pong                                           | Sorry for You                                     |
| 1956                                        | 222                       | Jack Newman                                           | Afraid To Call                                      | Full of Love                                      |
| 1956                                        | 223                       | Sonny Burns                                           | Satan's A-Waitin'                                   | Girl of the Streets                               |
| 1956                                        | 224                       | Harry Choates                                         | Port Arthur Waltz                                   | Honky Tonk Boogie                                 |
| 1956                                        | 225                       | Eddie Noack                                           | It Ain't Much But It's Home                         | When the Bright Lights Grown Dim                  |
| 1956                                        | 226                       | Melvin Price                                          | Gonna See My Baby                                   | One Man's Love                                    |
| 1956                                        | 227                       | Carl Stuart                                           | Let 'Em Talk                                        | I Did Care, I Do Care                             |
| 1956                                        | 228                       | R. D. Hendon                                          | We Smiled                                           | Don't Push Me                                     |
| 1956                                        | 229                       | Rudy Grayzell                                         | The Moon Is Up (the Stars are Out) (2 min 40 s)     | Day By Day                                        |
| 1956                                        | 230                       | Biff Collie                                           | Empty Kisses                                        | Doodle Doo                                        |
| 1956                                        | 231                       | Bill Mack                                             | Fat Woman                                           | Kitty Kat                                         |
| 1956                                        | 232                       | Leon Payne                                            | Two By Four                                         | You Can't Lean on Me                              |
| 1956                                        | 233                       | Larry Nolen                                           | Lady Luck                                           | Ship Ahoy                                         |
| 1956                                        | 234                       | George Jones                                          | I'm Ragged But I'm Right                            | Your Heart                                        |
| 1956                                        | 235                       | Link Davis                                            | Sixteen Chicks                                      | Deep In The Heart of a Fool                       |
| 1956                                        | 236                       | Benny Barnes                                          | Once Again                                          | No Fault of Mine                                  |
| 1956                                        | 237                       | Neal Merritt                                          | What's The Difference                               | You Had to Do Me Wrong                            |
| 1956                                        | 238                       | Johnny Nelms                                          | Tribute To Andy Anderson                            | Everything Will Be Alright                        |
| 1956                                        | 239                       | Jimmie Lee Durden                                     | Since Yesterday                                     | I Miss Her So                                     |
| 1956                                        | 241                       | Rudy « Tutti » Grayzell                               | Duck Tail                                           | You're Gone                                       |
| 1956                                        | 242                       | Link Davis                                            | Grasshopper Rock                                    | Sixteen Chicks                                    |
| 1956                                        | 243                       | Fred Crawford                                         | Rock Candy Rock                                     | Secret of My Heart                                |
| 1956                                        | 244                       | Sonny Fisher                                          | Pink And Black                                      | Little Red Wagon                                  |
| 1956                                        | 245                       | Rock Rogers                                           | That Ain't It                                       | Little Rock Rock                                  |
| 1956                                        | 246                       | Eddie Noack                                           | You Done Got Me                                     | For You I Weep                                    |
| 1956                                        | 248                       | R. D. Hendon and his Western Jamboree Cowboys         | The Waltz of Texas                                  | Lonely Nights                                     |
| 1956                                        | 249                       | Glenn Barber                                          | Shadow My Baby                                      | Feeling No Pain                                   |
| 1956                                        | 250                       | Leon Payne                                            | All The Time                                        | One More Chance                                   |
| 1956                                        | 251                       | Biff Collie                                           | All Of A Sudden                                     | Joy, Joy, Joy                                     |
| 1956                                        | 252                       | Bill Mack                                             | Cat Just Got In Town                                | Sweet Dreams Baby                                 |
| 1956                                        | 253                       | Rocky Bill Ford                                       | Have You Seen Mabel                                 | Mad Dog in Town                                   |
| 1956                                        | 254                       | Sonny Burns                                           | If You See My Baby                                  | Think Again                                       |
| 1956                                        | 255                       | Link Davis                                            | Don't Big Shot Me                                   | Trucker From Tennessee                            |
| 1956                                        | 256                       | George Jones                                          | Boat Of Life                                        | Taggin' Along                                     |
| 1956                                        | 257                       | Amos Como                                             | Hole In The Wall                                    | Heartbroken Lips                                  |
| 1956                                        | 259                       | Larry Nolan et The Bandits                            | Golden Tomorrow                                     | I Wonder                                          |
| 1956                                        | 260                       | Neal Merritt                                          | No One But You                                      | Someday You'll Pay                                |
| 1956                                        | 261                       | Jack Newman                                           | At Last                                             | Let It Happen                                     |
| 1956                                        | 262                       | Benny Barnes                                          | A Poor Man's Riches                                 | Those Who Know                                    |
| 1956                                        | 263                       | Johnny Tyler                                          | Lie To Me Baby                                      | Country Fair                                      |
| 1956                                        | 265                       | Bob Doss                                              | Don't Be Gone Long                                  | Somebody's Knocking                               |
| 1956                                        | 266                       | James O'Gwynne                                        | Losing Game                                         | If I Never Get to Heaven                          |
| 1956                                        | 267                       | Leon Payne                                            | Sweet Sweet Love                                    | A Prisoner's Diary                                |
| 1956                                        | 268                       | Louisiana Lannis                                      | Much Too Much                                       | Muscadine Eyes                                    |
| 1956                                        | 269                       | King Sterling                                         | Don't Hang Around                                   | Too Many Taverns                                  |
| 1956                                        | 270                       | Rudy Grayzell                                         | You Hurt Me So                                      | Jig-Ga-Lee-Ga                                     |
| 1956                                        | 271                       | Jeanette Hicks                                        | Extra Extra                                         | Cry Cry It's Good for You                         |
| 1956                                        | 272                       | Fred Crawford                                         | Lucky In Cards                                      | I Learned Something from You                      |
| 1956                                        | 273                       | Harry Choates                                         | Draggin' The Fiddle                                 | Allons a Lafayette                                |
| 1956                                        | 274                       | Smokey Stover                                         | Now                                                 | My Building of Dreams                             |
| 1956                                        | 275                       | Link Davis                                            | Bayou Buffalo                                       | Would You Be Waiting                              |
| 1956                                        | 276                       | Eddie Noack                                           | The Worm Has Turned                                 | She Can't Stand Light of Day                      |
| 1956                                        | 277                       | Harry Carroll                                         | Two Timin'                                          | Checkerboard Lover                                |
| 1956                                        | 278                       | Tibby Edwards                                         | Fool That I Was                                     | I Don't Want to Say I Love You                    |
| 1957 (15 février)                           | 45-606                    | Hoyt Scoggins et the Georgia Boys                     | What's the Price (to Set Me Free)                   | The Old Chain Gang                                |
| 1957 (mars)                                 | 45-622                    | Lucky Hill                                            | Fickle baby                                         |                                                   |
| 1957 (mai)                                  | 45-628                    | Don Pierce                                            | No Place for Me                                     | Lumberjack                                        |
| 1957                                        | 280                       | Bill Mack                                             | It's Saturday Night                                 | That's Why I Cry                                  |
| 1957                                        | 281                       | Neal Merritt                                          | I've Got To Cry                                     | The Funniest Feeling                              |
| 1957                                        | 282                       | Slim Watts                                            | Painted Lady                                        | Tu-La-Lou                                         |
| 1957                                        | 283                       | Larry Fox                                             | Guilty Heart                                        | Don't Hold Me Too Close                           |
| 1957                                        | 284                       | Harry Choates                                         | Basile Waltz                                        | Tondellay                                         |
| 1957                                        | 285                       | Jimmy Lee Durden                                      | No Mistake                                          | Time Heals Everything                             |
| 1957                                        | 286                       | Jimmy Logsden                                         | Can't Make Up My Mind                               | No Longer Do I Cry                                |
| 1957                                        | 287                       | Margie Singleton                                      | One Step Nearer To You                              | Not What He's Got                                 |
| 1957                                        | 288                       | Peggy Upton et Danny Buck                             | What'cha Gonna Do Tonight                           | Our Love is Not the Same                          |
| 1957                                        | 289                       | Bill Boyd                                             | Big D                                               | Texas Star                                        |
| 1957                                        | 290                       | Bill Clifton et The Dixie Mountain Boys               | Gathering Flowers From The Hillside                 | Take Back the Heart (You Once Gave)               |
| 1957                                        | 291                       | Hoot et Curley                                        | Lonesome And Lovesick                               | You Little Devil                                  |
| 1957                                        | 292                       | Sleepy La Beef                                        | I'm Through                                         | All Alone                                         |
| 1957                                        | 293                       | Link Davis                                            | Slippin' And Slidin'                                | Allons a Lafayette                                |
| 1957                                        | 294                       | Eddie Skelton                                         | My Heart Gets Lonely                                | Let Me Be With You Forever                        |
| 1957                                        | 296                       | Ray Lunsford                                          | Carroll County Blues                                | Mount Vernon Rag                                  |
| 1957                                        | 297                       | Jim Eanes                                             | Don't Stop Now                                      | Your Old Standby                                  |
| 1957                                        | 298                       | King Sterling                                         | Not Much                                            | What Will Your Answer Be                          |
| 1957                                        | 299                       | Jimmy Blakely                                         | Crazy Blues                                         | Runaway Heart                                     |
| 1957                                        | 300                       | Hobo Jack                                             | Mountain Music                                      | Four Little Words                                 |
| 1957                                        | 301                       | Utah Carl                                             | Lovin' You                                          | Sometime                                          |
| 1957                                        | 302                       | Arlie Duff                                            | What A Way To Die                                   | You've Done It Right                              |
| 1957                                        | 303                       | Bill Boyd                                             | Lone Star Rag                                       | Ramblers March                                    |
| 1957                                        | 305                       | Orville Couch                                         | King For A Day                                      | You're Dreamin'                                   |
| 1957                                        | 306                       | Peggy Upton et Danny Buck                             | Knocking                                            | Alone, Sorry and Blue                             |
| 1957                                        | 307                       | The Flat Mountain Boys                                | I Could Love You                                    | Choo Choo Coming                                  |
| 1957                                        | 308                       | Harlin et Stanley                                     | What Can I Do                                       | Carolina Mountain Home                            |
| 1957                                        | 309                       | Margie Singleton                                      | My Picture Of You                                   | Love is a Treasure                                |
| 1957                                        | 310                       | Jack Cardwell                                         | Hey, Hey Baby                                       | Once Every Day                                    |
| 1957                                        | 311                       | Dave Woolum                                           | It's So Nice                                        | Done Gone And Done It                             |
| 1957                                        | 312                       | Jim Eanes                                             | No Need To Be So Lonely                             | Walk Slowly                                       |
| 1957                                        | 313                       | Bill Mack                                             | Million Miles Away                                  | Cheatin' on Your Mind                             |
| 1957                                        | 314                       | Fred Crawford                                         | You're Not The Same Sweet Girl                      | By the Mission Wall                               |
| 1957                                        | 315                       | Eddie Skelton                                         | No Sweetheart Tonight                               | That's Love                                       |
| 1957                                        | 316                       | Eddie Noack                                           | Scarecrow                                           | Think of Her Now                                  |
| 1957                                        | 317                       | Fiddlin' Rufus Thibodeaux                             | Mean Autry                                          | Cameron Memorial Waltz                            |
| 1957                                        | 318                       | Dorothy et Jimmy Blakely                              | A Pair Of Crazy Hearts                              | Making Believe You're Mine                        |
| 1957                                        | 319                       | Sleepy Jeffers                                        | My Blackbirds Are Bluebirds Now                     | Pretending is a Game                              |
| 1957                                        | 320                       | The Marksmen                                          | Don't Gamble With My Heart                          | You Hurt Me So                                    |
| 1957                                        | 321                       | Rudy « Tutti » Grayzell                               | Let's Get Wild                                      | I Love You So                                     |
| 1957                                        | 322                       | Utah Carl                                             | Stormy Skies                                        | Don't Go Wrong                                    |
| 1957                                        | 323                       | Margie Singleton                                      | Beautiful Dawn                                      | Take Time Out for Love                            |
| 1957                                        | 324                       | King Sterling                                         | Raindrops                                           | Crying for You                                    |
| 1957                                        | 325                       | Bill et Mary Reid                                     | In The Valley                                       | She Can't Stand the Light of Day                  |
| 1957                                        | 326                       | Orville Couch                                         | Five Cent Candy                                     | I Will If You Will                                |
| 1957                                        | 327                       | Hobo Jack                                             | Lonesome Old Road                                   | Just Wishing                                      |
| 1957                                        | 328                       | Harley Gabbard et Aubrey Holt                         | Burning the Strings                                 | You'll Never Find Another                         |
| 1957                                        | 329                       | Lucky Hill                                            | Wait For Me                                         | I'm Missing You                                   |
| 1957                                        | 330                       | Lonnie Smithson                                       | It Takes Time                                       | Me And The Blues                                  |
| 1957                                        | 331                       | Link Davis                                            | Waltz Of The Jambalaya                              | Big Connie                                        |
| 1957                                        | 332                       | Herby Remington                                       | Slush Pump                                          | Station Break                                     |
| 1957                                        | 333                       | Ray et Lindy                                          | Hey Doll Baby                                       | Love Must Be in the Air                           |
| 1957                                        | 334                       | Eddie Noack                                           | Dust On The River                                   | What's the Matter, Joe?                           |
| 1957                                        | 335                       | Gary Bryant                                           | My Kind Of Girl                                     | Since You're Gone                                 |
| 1958                                        | 336                       | Cecil Bowman et The Arrows                            | Blues Around My Door                                | Too Late                                          |
| 1958                                        | 337                       | Tommy Riddle                                          | Stolen Love                                         | Starlight, Starbright                             |
| 1958                                        | 340                       | Cactus Pryor                                          | Sputnik - Part 1                                    | Sputnik - Part 2                                  |
| 1958                                        | 341                       | Nelson Young                                          | Sunrise                                             | So Easy to Fall In Love                           |
| 1958                                        | 342                       | Ray Anderson                                          | Sputniks And Mutniks                                | Dreaming                                          |
| 1958                                        | 343                       | Bill et Mary Reid                                     | I Want To Be Wanted                                 | Beautie Cutie                                     |
| 1958                                        | 344                       | The Country Gentlemen                                 | Dixie                                               | Backwoods Blues                                   |
| 1958                                        | 345                       | Andy Doll                                             | You Can't Stop Me From Dreaming                     | That's Life                                       |
| 1958                                        | 347                       | The Country Gentlemen                                 | It's The Blues                                      | Backwoods Blues                                   |
| 1958                                        | 348                       | Ray et Lindy                                          | Little Miss Love                                    | I Give Up                                         |
| 1958                                        | 349                       | Darnell Miller                                        | She's Gone                                          | Cardboard Sweetheart                              |
| 1958                                        | 350                       | Hobo Jack Adkins                                      | Now That You're Gone                                | Baby Tell Me Why                                  |
| 1958                                        | 351                       | The Jubilaires Quartet                                | What A Friend                                       | On Come Unto Me                                   |
| 1958                                        | 352                       | Cliff Blakely                                         | I Want To Be With You                               | High Steppin'                                     |
| 1958                                        | 355                       | Buzz Busby                                            | Talking Banjo                                       | Lonesome Road                                     |
| 1958                                        | 356                       | Roger Miller                                          | Can't Stop Loving You                               | You're Forgetting Me                              |
| 1958                                        | 357                       | Dorothy et Jimmy Blakely                              | Piano Polka                                         | Slow Poke Rag                                     |
| 1958                                        | 359                       | Lonnie Smithson                                       | Quarter In The Jukebox                              | Will You?                                         |
| 1958                                        | 360                       | Bill Mack                                             | Blue                                                | Faded Rose                                        |
| 1958                                        | 361                       | Carl Tranthan et The Rhythm All Stars                 | Deedle Deedl Dum                                    | Our True Love                                     |
| 1958                                        | 362                       | The Ballard Brothers                                  | Craving Your Loving                                 | Nobody but You                                    |
| 1958                                        | 363                       | Hobo Jack Adkins                                      | Kentucky School Bus                                 | Will They Have a Resting Place                    |
| 1958                                        | 364                       | Dave Dudley                                           | Cry Baby                                            | Careless Fool                                     |
| 1958                                        | 367                       | The Country Gentlemen                                 | Hey Little Girl                                     | High Lonesome                                     |
| 1958                                        | 368                       | The Raindrops                                         | I Don't Want A Sweetheart                           | Golden Stairway                                   |
| 1958                                        | 369                       | Cliff Blakely                                         | Got Off My Toes                                     | Not Going Steady Anymore                          |
| 1958                                        | 370                       | Ken Hammock                                           | Now Or Never                                        | Gotta Find Some Way                               |
| 1958                                        | 371                       | The Brewster Brothers                                 | Cross Over Jordan                                   | Dixie Rag                                         |
| 1958                                        | 373                       | Johnny Harrison                                       | I Don't Want A Sweetheart                           | Blue                                              |
| 1958                                        | 374                       | The Raindrops                                         | Raindrops                                           | But I Love You                                    |
| 1958                                        | 401                       | Benny Barnes                                          | You Gotta Pay                                       | Heads You Win                                     |
| 1958                                        | 402                       | Jack Kingston                                         | When The Bright Lights Go Dim                       | Go Away                                           |
| 1958                                        | 403                       | Lattie Moore                                          | You Never Looked Sweeter                            | Why Did You Lie to Me                             |
| 1958                                        | 404                       | Lonzo et Oscar                                        | Deep Thinking                                       | Deep Thinking                                     |
| 1958                                        | 405                       | Cousin Jody                                           | Beyond The Next Hilltop                             | Blues In Reserve                                  |
| 1958                                        | 406                       | The Stanley Brothers                                  | Gonna Paint The Town                                | That Happy Night                                  |
| 1958                                        | 407                       | Jim Eanes                                             | Don't Make Me Ashamed                               | Blue Sunday                                       |
| 1958                                        | 408                       | Buzz Busby                                            | Banjo Whiz                                          | Mandolin Tango                                    |
| 1958                                        | 409                       | Buzz Busby                                            | Lost                                                | Lonesome Wind                                     |
| 1958                                        | 410                       | Phil Sullivan                                         | Love Never Dies                                     | Luckiest Man in Town                              |
| 1958                                        | 411                       | Carl Story                                            | Old Country Baptizing                               | Angel Band                                        |
| 1958                                        | 412                       | Jim et Jesse                                          | Hard Hearted                                        | Pardon Me                                         |
| 1958                                        | 413                       | The Stanley Brothers                                  | Christmas Is Near                                   | Holiday Pickin'                                   |
| 1958                                        | 414                       | Jim Eanes                                             | Christmas Doll                                      | It Won't Seem Like Christmas                      |
| 1959 (9 mars)                               | 424                       | Frankie Miller                                        | Black Land Farmer                                   | True Blue                                         |
| 1959                                        | 415                       | The Country Gentlemen                                 | Rollin' Stone                                       | The Devil's Own                                   |
| 1959                                        | 416                       | Jack Kingston                                         | Don't Trade                                         | You                                               |
| 1959                                        | 417                       | Bill Clifton                                          | At Mother's Grave                                   | You Go to Your Church                             |
| 1959                                        | 418                       | Bill Mack                                             | I'll Still Be Here Tomorrow                         | Long, Long Train                                  |
| 1959                                        | 419                       | The Kentucky Travelers                                | Living My Life In Vain                              | Old Kentucky Hills                                |
| 1959                                        | 420                       | Billie Morgan                                         | Life To Live                                        | Thinking All Night                                |
| 1959                                        | 421                       | Red Kirk                                              | Dark Streets                                        | I Wonder                                          |
| 1959                                        | 422                       | Darnell Miller                                        | Mommy, Will My Doggie Understand                    | Royal Flush                                       |
| 1959                                        | 423                       | Willard Hale et Rusty York                            | Don't Do It                                         | Lock on Your Heart                                |
| 1959                                        | 425                       | Buzz Busby                                            | Going Home                                          | Me and the Jukebox                                |
| 1959                                        | 426                       | Jim Eanes                                             | Orchids Of Love                                     | Road Walked by Fools                              |
| 1959                                        | 427                       | Carl Story                                            | Shout And Shine                                     | A Beautiful City                                  |
| 1959                                        | 428                       | Anna Lee                                              | Never Walk Alone                                    | A Thousand Times No                               |
| 1959                                        | 429                       | Tommy Hill                                            | Oil On My Land                                      | Walls of Stone                                    |
| 1959                                        | 430                       | The Southland Trio                                    | Have They Forgotten Jesus                           | I'm Going Home                                    |
| 1959                                        | 431                       | Bill Clifton                                          | Corey                                               | I'll Wander Back Someday                          |
| 1959                                        | 432                       | Bill Browning                                         | Don't Push-Don't Shove                              | Dark Valley Walls                                 |
| 1959                                        | 433                       | Jim et Jesse                                          | Let Me Whisper                                      | Border Ride                                       |
| 1959                                        | 434                       | The Country Gentlemen                                 | I'll Never Marry                                    | Travelin' Dobro Blues                             |
| 1959                                        | 435                       | Eddie Hill et Billie Morgan                           | Move Over                                           | Too Weak (to Go Home)                             |
| 1959                                        | 436                       | Lonzo et Oscar                                        | Gotta Find Julie                                    | Hills of East Tennessee                           |
| 1959                                        | 437                       | Phil Sullivan                                         | Heart Are Lonely                                    | Rich Man-Po' Boy                                  |
| 1959                                        | 438                       | The Stanley Brothers                                  | Trust Each Other                                    | Maple on the Hill                                 |
| 1959                                        | 439                       | Buddy Starcher                                        | The Battle Of New Orleans                           | Pale Wildwood Flower                              |
| 1959                                        | 440                       | The Country Express                                   | Banjo In Hills                                      | Mountaineers Fling                                |
| 1959                                        | 441                       | Lattie Moore                                          | Too Hot To Handle                                   | Just A-Waitin'                                    |
| 1959                                        | 442                       | Ken Clark                                             | Buckskin Coat                                       | Pretty Love                                       |
| 1959                                        | 443                       | Margie Singleton                                      | Nothing But True Love                               | It's Better to Know                               |
| 1959                                        | 444                       | Bill Clifton                                          | When You Kneel (At Mother's Grave)                  | You Go to You Church (I'll Go to Mine)            |
| 1959                                        | 445                       | Bill Harrell                                          | Tragic Highway                                      | Love is a Stranger                                |
| 1959                                        | 446                       | Denver Duke et Jeff Null                              | Trouble Number Two                                  | I'll Say I Do                                     |
| 1959                                        | 447 (réédition du no 290) | Bill Clifton and the Dixie Mountain Boys              | Gathering Flowers from the Hillside                 | Take Back the Heart (You Once Gave)               |
| 1959                                        | 448                       | Hobo Jack Adkins                                      | Country Boy Went To Town                            | Union Man                                         |
| 1959                                        | 449                       | Carl Story                                            | Old Gospel Ship                                     | Set Your House In Order                           |
| 1959                                        | 450                       | The Kentucky Travelers                                | Dreaming                                            | That Old Moon                                     |
| 1959                                        | 451                       | Little Jimmy Dempsey                                  | Honky Tonk World                                    | Answer from Your Heart                            |
| 1959                                        | 452                       | Buzz Busby                                            | Reno Bound                                          | Where Will this End                               |
| 1959                                        | 453                       | Bill Mack                                             | Johnny's Gal Frankie                                | Loneliest Fool in Town                            |
| 1959                                        | 454                       | Révérend Barney Pierce                                | Hellbound Train                                     | Gossip                                            |
| 1959                                        | 455                       | The Country Gentlemen                                 | New Freedom Bell                                    | Hills of Home                                     |
| 1959                                        | 456                       | Jim Eanes                                             | Log Cabin In The Lane                               | Budded Roses                                      |
| 1959                                        | 457                       | Frankie Miller                                        | Poppin' Johnny                                      | Family Man                                        |
| 1959                                        | 458                       | Jim et Jessie                                         | Nobody But You                                      | Have You Lost Your Love For Me                    |
| 1959                                        | 459                       | Darnell Miller                                        | Mark Of Coin                                        | Back to You                                       |
| 1959                                        | 460                       | Buddy Starcher                                        | Running Away From The Blues                         | Billy the Kid                                     |
| 1959                                        | 461                       | Lex Thomas                                            | Dixie Line                                          | Man Alone                                         |
| 1959                                        | 462                       | Phil Sullivan                                         | I Could Never Be Alone                              | You Get a Thrill                                  |
| 1959                                        | 463                       | Lonzo et Oscar                                        | Bare Faced Bird Brain                               | I'm My Own Grandpa                                |
| 1959                                        | 434                       | Billie Morgan                                         | Country Girl at Heart                               | Treatin' Me                                       |
| 1959                                        | 465                       | Carl Story                                            | I Heard My Mother Weeping                           | I'll Be a Friend                                  |
| 1959                                        | 466                       | The Stanley Brothers                                  | Highway of Regret                                   | Another Night                                     |
| 1959                                        | 467                       | The Williams Brothers                                 | Old Birmingham Jail                                 | So Remember Me                                    |
| 1959                                        | 468                       | Ken Clark                                             | Candy Man                                           | South Pacific Shore                               |
| 1959                                        | 469                       | Merle Kilgore                                         | Dear Mama                                           | Jimmie Brings Sunshine                            |
| 1959                                        | 470                       | Jimmy Jay                                             | Run Wild                                            | You're Cheap as You Can Be                        |
| 1959                                        | 471                       | Buddy Starcher                                        | Ace of Hearts                                       | Cryin'                                            |
| 1959                                        | 472                       | Margie Singleton                                      | The Eyes of Love                                    | Angel Hands                                       |
| 1959                                        | 473                       | Lex Thomas                                            | Call Me                                             | St. Louie on the River                            |
| 1959                                        | 474                       | Bill Clifton                                          | Walking In My Sleep                                 | When Autumn Leaves Begin to Fall                  |
| 1959                                        | 475                       | Cal et Ivan                                           | Lazy - Part 1                                       | Lazy - Part 2                                     |
| 1959                                        | 476                       | Cowboy Copas                                          | Mom And Dad's Affair                                | Black Cloud Risin'                                |
| 1959                                        | 478                       | The Barnette Brothers                                 | Gonna Lean on the Lord                              | Say No to Sin                                     |
| 1959                                        | 479                       | Denver Duke et Jeffrey Null                           | Dear Lord, Let Me Die                               | I'm Gonna Get You                                 |
| 1959                                        | 480                       | Bill Harrell                                          | Eatin' Out of Your Hand                             | A Heart Never Knows                               |
| 1959                                        | 45-719                    | Frank Evans                                           | The Ain't Got Blues                                 |                                                   |
| 1960 (5 février)                            | 501                       | Cowboy Copas                                          | Alabam (2 min 14 s)                                 | I Can                                             |
| 1960                                        | 481                       | Frankie Miller                                        | The Money Side of Life                              | Reunion (With Dinner on the Ground)               |
| 1960                                        | 482                       | Jim Eanes                                             | Celebration                                         | Road of No Return                                 |
| 1960                                        | 483                       | Buzz Busby                                            | Cold And Windy Night                                | Don't Come Runnin' Back to Me                     |
| 1960                                        | 484                       | Kirby Buchanan                                        | Timbrook                                            | His Hand on My Shoulder                           |
| 1960                                        | 485                       | Kirby Buchanan                                        | Timbrook                                            | A Satisfied Mind                                  |
| 1960                                        | 486                       | Lonnie Irving                                         | Pinball Machine                                     | I Got the Blues on My Mind                        |
| 1960                                        | 487                       | The Country Gentlemen                                 | Darling Alalee                                      | Letter to Tom                                     |
| 1960                                        | 488                       | Bill Browning                                         | Down in the Hollow                                  | Country Strings                                   |
| 1960                                        | 489                       | Billie Morgan                                         | I'll Accept What I Can't Change                     | I Had to Talk to Someone                          |
| 1960                                        | 490                       | Connie et Joe                                         | Toil, Tears and Trouble                             | My Dollie Would Cry                               |
| 1960                                        | 491                       | Lonzo et Oscar                                        | I Lost an Angel                                     | Blue Love                                         |
| 1960                                        | 492                       | Carl Story                                            | On the Radio (I Heard My Name)                      | Sweeter than the Flowers                          |
| 1960                                        | 493                       | Cowboy Copas                                          | South Pacific Shore                                 | That's All I Can Remember                         |
| 1960                                        | 494                       | The Stanley Brothers                                  | Ridin' the Midnight Train                           | A Little at a Time                                |
| 1960                                        | 495                       | Ken Clark                                             | Big Man                                             | Days that Once Have Been                          |
| 1960                                        | 496                       | Frankie Miller                                        | Baby Rocked Her Dolly                               | Rain Rain                                         |
| 1960                                        | 497                       | Merle Kilgore                                         | Love Has Made You Beautiful                         | Gettin' Old Before My Time                        |
| 1960                                        | 498                       | Bill Clifton                                          | Mail Carrier's Warning                              | You Don't Think About Me (When I'm Gone)          |
| 1960                                        | 499                       | Dave Dudley                                           | It's Gotta Be That Way                              | Where Do I Go From Here                           |
| 1960                                        | 500                       | Bill Harrell                                          | One Track Mind                                      | I'll Never See You Anymore                        |
| 1960                                        | 502                       | Margie Singleton                                      | For The Love Of Jim                                 | My Special Dream                                  |
| 1960                                        | 503                       | Jimmie King                                           | Over My Shoulder                                    | That Old Girl of Mine                             |
| 1960                                        | 504                       | Jim Eanes                                             | Gotta Know                                          | There'll Come a Time                              |
| 1960                                        | 505                       | Lonnie Irving                                         | Gooseball Brown                                     | An Old Fashioned Love                             |
| 1960                                        | 506                       | The Stanley Brothers                                  | Rank Stranger                                       | The Master's Bouquet                              |
| 1960                                        | 507                       | Benny Martin                                          | Hobo                                                | Her Baby Girl                                     |
| 1960                                        | 508                       | Lonnie Mullins                                        | I'll Be Your Fool Again                             | Thirteen Miles                                    |
| 1960                                        | 509                       | Paul Wayne                                            | Angel On Paper                                      | Stolen Love                                       |
| 1960                                        | 510                       | Red Sovine                                            | Burn The School                                     | One is a Lonely Number                            |
| 1960                                        | 511                       | Ray Hendrix                                           | I Need You                                          | My Last Memory Last Night                         |
| 1960                                        | 512                       | Connie et Joe                                         | Home Is Where The Heart Is                          | Lonely Years                                      |
| 1960                                        | 513                       | Frankie Miller                                        | Strictly Nothin'                                    | Young Widow Brown                                 |
| 1960                                        | 514                       | Carl Story                                            | Someone's Last Day                                  | Ship that's Sailing Down                          |
| 1960                                        | 515                       | The Country Gentlemen                                 | Helen                                               | Poor Ellen Smith                                  |
| 1960                                        | 516                       | The Kentucky Travelers                                | When You're Out of My Arms                          | Will There Be a Rainbow                           |
| 1960                                        | 517                       | Dottie West                                           | Angel On Paper                                      | No Time Will I Ever                               |
| 1960                                        | 518                       | The Willis Brothers et The Oklahoma Wranglers         | Pretty Diamonds                                     | Billy the Kid                                     |
| 1960                                        | 519                       | Benny Martin                                          | A Dime's Worth Of Dreams                            | Pretty Girl                                       |
| 1960                                        | 520                       | Lonnie Irving                                         | Trucker's Vitus                                     | I Wish I Had My Heart Back                        |
| 1960                                        | 521                       | Red Sovine                                            | No Money In This Deal                               | If I Could Come Back                              |
| 1960                                        | 522                       | The Stanley Brothers                                  | Little Maggie                                       | God Gave You to Me                                |
| 1960                                        | 523                       | Lonzo et Oscar                                        | Takin' A Chance With You                            | Punkin Raiser                                     |
| 1960                                        | 524                       | Cowboy Copas                                          | I Have A Friend                                     | The Hem of His Garment                            |
| 1960                                        | 525                       | Frankie Miller et Dottie Sills                        | Out of Bounds                                       | Two Lips Away                                     |
| 1960                                        | 526                       | Bill Parsons                                          | Hot Rod Volkswagen                                  | Guitar Blues                                      |
| 1960                                        | 527                       | Moon Mullican                                         | New Jole Blon                                       | Farewell                                          |
| 1960                                        | 528                       | Cowboy Copas                                          | Sittin' Flat On Ready                               | Midnight In Heaven                                |
| 1960                                        | 529                       | Bill Clifton                                          | Bed On The Floor                                    | Railroading on the Great Divide                   |
| 1960                                        | 530                       | Justin Tubb                                           | One Eyed Red                                        | I'd Know You Anywhere                             |
| 1960                                        | 531                       | Carl Story                                            | Hear Jerusalem Moan                                 | Why Don't You Haul off and Get Religion           |
| 1960                                        | 532                       | The Willis Brothers                                   | Little Footprints In The Snow                       | Y'all Come                                        |
| 1961                                        | 533                       | Merle Kilgore                                         | Daddy's Place                                       | Just Another Song Now                             |
| 1961                                        | 534                       | Billy Todd                                            | Lonely Hearts                                       | Please Drop Me Gently                             |
| 1961                                        | 535                       | Jim Eanes                                             | Borderline                                          | Mark of Cain                                      |
| 1961                                        | 536                       | Benny Martin                                          | You Are The One                                     | No One But You                                    |
| 1961                                        | 537                       | Frankie Miller                                        | I'll Write To You                                   | Richest Poor Boy                                  |
| 1961                                        | 538                       | Jimmy Simpson                                         | The Alcan Run                                       | Old Timer                                         |
| 1961                                        | 539                       | Bob Steele                                            | Let Me Talk To You                                  | Nothin' to Lose                                   |
| 1961                                        | 540                       | Red Sovine                                            | Why Baby Why                                        | Little Rosa                                       |
| 1961                                        | 541                       | Paul Wayne                                            | Dreams                                              | Troubles (On My Mind)                             |
| 1961                                        | 542                       | Cowboy Copas                                          | Flat Top                                            | True Love (is the Greatest Thing)                 |
| 1961                                        | 543                       | Lonzo et Oscar                                        | Country Music Time                                  | Can't Pitch Woo (In An Igloo)                     |
| 1961                                        | 544                       | Bill Parsons                                          | The Price We Pay For Livin'                         | A-Waitin'                                         |
| 1961                                        | 545                       | Moon Mullican                                         | Ragged But Right                                    | Bottom of the Glass                               |
| 1961                                        | 546                       | The Stanley Brothers                                  | Don't Go Out Tonight                                | If I Lose                                         |
| 1961                                        | 547                       | Dottie West                                           | I Lost, You Win, I'm Leavin'                        | I Should Start Runnin'                            |
| 1961                                        | 548                       | Bill Clifton                                          | I'm Rollin' On                                      | I'll Be All Smiles Tonight                        |
| 1961                                        | 549                       | Justin Tubb                                           | My Heart Keeps Getting In The Way                   | One for You - One for Me                          |
| 1961                                        | 550                       | Frankie Miller                                        | Lookin' Around Downtown                             | A Little Bit Later                                |
| 1961                                        | 551                       | The Lonesome Pine Fiddlers                            | Two Kinds of Blues                                  | Why Do You Treat Me The Way You Do?               |
| 1961                                        | 552                       | Cowboy Copas                                          | Sunny Tennessee                                     | Dreaming                                          |
| 1961                                        | 553                       | Red Sovine                                            | Heart of A Man                                      | Brand New Low                                     |
| 1961                                        | 554                       | Jim Eanes                                             | You Made Me What I Am                               | Mary Was a Little Lamb                            |
| 1961                                        | 555                       | The Willis Brothers                                   | Everlovin' Dixieland                                | Tattooed Lady                                     |
| 1961                                        | 556                       | Moon Mullican                                         | Just Plain Lonesome                                 | The Way You're Treatin' Me                        |
| 1961                                        | 557                       | Archie Campbell                                       | Sergeant York                                       | Grab a Little Sunshine                            |
| 1961                                        | 558                       | The Country Gentlemen                                 | Red Rockin' Chair                                   | I Know I've Lost You                              |
| 1961                                        | 559                       | Cowboy Copas                                          | Signed, Sealed, and Delivered                       | New Filipino Baby                                 |
| 1961                                        | 560                       | Justin Tubb                                           | Your Side of the Story                              | How's It Feel                                     |
| 1961                                        | 561                       | Bill Clifton                                          | Cannonball Blues                                    | Bring Back My Blue Eyed Boy to Me                 |
| 1961                                        | 562                       | Moon Mullican                                         | I'll Sail My Ship Alone                             | Mona Lisa                                         |
| 1961                                        | 563                       | Lonzo et Oscar                                        | Honey Babe                                          | The Touch of You                                  |
| 1961                                        | 564                       | The Lonesome Pine Fiddlers                            | Eatin' Out of Your Hand                             | Lonesome Pine                                     |
| 1961                                        | 565                       | The Stanley Brothers                                  | Carolina Mountain Home                              | Few More Seasons                                  |
| 1961                                        | 566                       | Frankie Miller                                        | The Cat And The Mouse                               | It's Not Easy                                     |
| 1961                                        | 567                       | Red Sovine                                            | Color Of The Blues                                  | Hold Everything                                   |
| 1961                                        | 568                       | Archie Campbell                                       | Settin' My Tears To Music                           | Woman's Work is Never Done                        |
| 1961                                        | 569                       | The Kentucky Travelers                                | Beyond A Doubt                                      | Wishing                                           |
| 1961                                        | 570                       | The Willis Brothers                                   | Big Daddy                                           | It's The Miles                                    |
| 1961                                        | 571                       | Buck Owens                                            | There Goes My Love                                  | It Don't Show on Me                               |
| 1961                                        | 572                       | Red Allen                                             | Beautiful Blue Eyes                                 | Trouble 'Round My Door                            |
| 1961                                        | 573                       | Cowboy Copas                                          | Sal                                                 | A Thousand Miles of Ocean                         |
| 1961                                        | 574                       | Dottie West                                           | My Big John                                         | Men With Evil Hearts                              |
| 1961                                        | 575                       | Pete Drake                                            | Pleading                                            | The Spook                                         |
| 1961                                        | 75 217                    | Eddie Wilson                                          | Danke Schön - Bitte Schön - Aufwiedersehen          | Ich Bin Froh                                      |
| 1962 (janvier)                              | 576                       | Arthur « Guitar Boogie » Smith                        | Guitar Boogie-Twist                                 | Napoleon's Retreat                                |
| 1962                                        | 577                       | Frankie Miller                                        | Gotta Win My Baby Back Again                        | Picture at St. Helene                             |
| 1962                                        | 578                       | Hylo Brown                                            | Picture In The Wallet                               | Hills of Georgia                                  |
| 1962                                        | 579                       | Red Sovine                                            | East Of West Berlin                                 | Thanks for Nothing                                |
| 1962                                        | 580                       | Bill Clifton                                          | Give Me Your Love                                   | March Wind                                        |
| 1962                                        | 581                       | Hardrock Gunter et Buddy Durham                       | Hillbilly Twist                                     | As Long as You're Happy                           |
| 1962                                        | 582                       | Justin Tubb                                           | Walking The Floor Over You                          | They Painted a Picture for Me                     |
| 1962                                        | 583                       | Stringbean                                            | Down At The Opry                                    | Chewin' Chewing Gum                               |
| 1962                                        | 584                       | Little Roy Wiggins                                    | Through The Night                                   | Love Theme                                        |
| 1962                                        | 585                       | Cowboy Copas                                          | There'll Come A Time Someday                        | Seven Seas From You                               |
| 1962                                        | 586                       | Smiley Brunette                                       | Old Fishin' Pole                                    | It's My Last Day                                  |
| 1962                                        | 587                       | The Stanley Brothers                                  | Come All Ye Tenderhearted                           | Choo Choo Comin'                                  |
| 1962                                        | 588                       | Buck Owens                                            | Down On The Corner Of Love                          | Right After the Dance                             |
| 1962                                        | 589                       | Ramona Jones                                          | Don't Sell Daddy Anymore Whiskey                    | Fiddler Joe                                       |
| 1962                                        | 590                       | Arthur « Guitar Boogie » Smith                        | Heartaches                                          | Foolish Questions - Silly Answers                 |
| 1962                                        | 591                       | The Acorn Sisters                                     | Boat Of Life                                        | Where Will I Shelter My Sheep                     |
| 1962                                        | 592                       | The Willis Brothers                                   | Sally's Bangs                                       | Honey, Do You Love Your Man                       |
| 1962                                        | 593                       | Hylo Brown                                            | Take A Look                                         | Rose of Love                                      |
| 1962                                        | 594                       | Moon Mullican                                         | Good Times Gonna Roll Again                         | Ballad of Frank Clement                           |
| 1962                                        | 595                       | Cowboy Copas                                          | Sold The Farm                                       | Table in the Corner                               |
| 1962                                        | 596                       | Moon Mullican                                         | Ain't Nothin' Like Lovin'                           | Good Times Gonna Roll Again                       |
| 1962                                        | 597                       | The Lonesome Pine Fiddlers                            | Little Glass Of Wine                                | Mountain Flower                                   |
| 1962                                        | 598                       | Red Sovine                                            | Rose Of Love                                        | She Can't Read My Writing                         |
| 1962                                        | 599                       | The Stoneman Family                                   | Talking Fiddle Blues                                | That Pal of Mine                                  |
| 1962                                        | 600                       | Archie Campbell                                       | Fools Side Of Town                                  | Root Beer                                         |
| 1962                                        | 601                       | Hylo Brown                                            | Time                                                | The Girl In The Blue Velvet Band                  |
| 1962                                        | 602                       | Bashful Brother Oswald                                | Black Smoke                                         | Beneath The Willow                                |
| 1962                                        | 603                       | Buddy Meredith                                        | Secret Sin                                          | I Miss You All Over                               |
| 1962                                        | 604                       | The Willis Brothers                                   | Morning Glory                                       | Yankee Dollar                                     |
| 1962                                        | 605                       | Melvin Morris                                         | Spending Nights In Nashville                        | Still                                             |
| 1962                                        | 606                       | Cowboy Copas                                          | Bury Me Face Down                                   | Heart on the Run                                  |
| 1962                                        | 607                       | Tom O'Neal                                            | Sleeper Car Blues                                   | Too Many Tickets                                  |
| 1962                                        | 608                       | Bill Clifton                                          | Sinking Of The Maine                                | There's a Star Spangled Banner Waving Somewhere   |
| 1962                                        | 609                       | Archie Campbell                                       | Don't You Ever Fret                                 | Master's Hand                                     |
| 1962                                        | 610                       | Paul Wayne                                            | You're Just Filling In                              | Turned Her Back                                   |
| 1962                                        | 611                       | Tommy Hills                                           | K.C. Train Whistle Blues                            | Twin Fiddle Polka                                 |
| 1962                                        | 612                       | Cowboy Copas                                          | Family Reunion                                      | Smoke on the Water                                |
| 1962                                        | 613                       | Hylo Brown                                            | Prisoner's Song                                     | Treasures From The Past                           |
| 1962                                        | 614                       | The Lonesome Pine Fiddlers                            | Coal Dust Blues                                     | Hello Mr. Banjo                                   |
| 1962                                        | 615                       | Arthur « Guitar Boogie » Smith                        | Hospitality Blues                                   | Philadelphia Guitar                               |
| 1962                                        | 616                       | Red Sovine                                            | Sittin' And Thinkin'                                | A Million to One                                  |
| 1963                                        | 617                       | Buddy Meredith                                        | Heart Is No Plaything                               | Here I Am Again                                   |
| 1963                                        | 618                       | Johnny Bond                                           | How To Succeed With Girls (Without Half-Way Trying) | Don't Mention Her Name                            |
| 1963                                        | 619                       | Carl Story                                            | Picture From Life's Other Side                      | Rank Stranger                                     |
| 1963                                        | 620                       | Leon Payne                                            | Joe Lopez                                           | You Stood Me Up this Morning                      |
| 1963                                        | 621                       | Cowboy Copas                                          | Goodbye Kisses                                      | The Gypsy Girl                                    |
| 1963                                        | 622                       | Hylo Brown                                            | Daddy's Place                                       | Seasons of My Heart                               |
| 1963                                        | 623                       | Benny Martin                                          | Rosebuds And You                                    | Sinful Cinderella                                 |
| 1963                                        | 624                       | Archie Campbell                                       | A World Full of Women                               | My Baby's Home                                    |
| 1963                                        | 625                       | The Willis Brothers                                   | Private Lee                                         | Ax Cabin                                          |
| 1963                                        | 626                       | Curly Fox                                             | The Old Grey Mule                                   | Shanty Street                                     |
| 1963                                        | 627                       | Jimmie Skinner                                        | Old Bill Dollar                                     | Trouble Walked In                                 |
| 1963                                        | 628                       | The Country Gentlemen                                 | Copper Kettle                                       | Copper Kettle                                     |
| 1963                                        | 629                       | Tom O'Neal                                            | Blue Endless Highway                                | I Stumble, I Fumble, I Fall                       |
| 1963                                        | 630                       | Bobby Sykes                                           | Run, Johnny, Run                                    | A Place for Girls Like You                        |
| 1963                                        | 631                       | The Lonesome Pine Fiddlers                            | I Walked To The River                               | Too Hot to Handle                                 |
| 1963                                        | 632                       | Red Sovine                                            | Waltzing With Sin                                   | I Forgot to Keep Her with Me                      |
| 1963                                        | 633                       | Paul Wayne                                            | I've Lost My Biggest Race                           | Whole Lot of Blues                                |
| 1963                                        | 634                       | Arthur « Guitar Boogie » Smith                        | Master of the Game                                  | Travelin' Blues                                   |
| 1963                                        | 635                       | Johnny Bond                                           | True Love (Is Hard To Find)                         | Cimarron                                          |
| 1963                                        | 636                       | Howdy Kempf                                           | One Last Time                                       | Take My Hand, Take My Heart                       |
| 1963                                        | 637                       | Leon Payne                                            | Close To You                                        | Log Train                                         |
| 1963                                        | 638                       | Hylo Brown                                            | Tiny Doll                                           | Take a Look at that Rain                          |
| 1963                                        | 639                       | June Stearns et Gene Martin                           | Just Another Song                                   | Just Another Song                                 |
| 1963                                        | 640                       | Glenda Raye                                           | Don't Be Surprised                                  | You Sent Her an Orchid (And You Sent Me A Rose)   |
| 1963                                        | 641                       | Cowboy Copas                                          | Louisiana                                           | Break Away, Break Away                            |
| 1963                                        | 642                       | Arthur « Guitar Boogie » Smith                        | Tie My Hunting Dogs Down, Jed                       | Guitar Hop                                        |
| 1963                                        | 643                       | Archie Campbell                                       | Crying In My Pillow                                 | Don't Let Love Die                                |
| 1963                                        | 644                       | Merle Kilgore                                         | Pinball Machine                                     | Old Smokey                                        |
| 1963                                        | 645                       | The Willis Brothers                                   | Truck Driver's Queen                                | Who's Next on Your List                           |
| 1963                                        | 646                       | Benny Martin                                          | Down In The Shinnery                                | Two Take Away One Equals Lonesome                 |
| 1963                                        | 647                       | Jimmie Skinner                                        | Try To Be Good                                      | Yesterday's Wrongs                                |
| 1963                                        | 648                       | Howard Vokes                                          | Death On The Highway                                | The Miner                                         |
| 1963                                        | 649                       | Johnny Bond                                           | Three Sheets In The Wind                            | Let the Tears Begin                               |
| 1963                                        | 650                       | Red Sovine                                            | Dream House For Sale                                | King of the Open Road                             |
| 1963                                        | 651                       | Tillman Franks                                        | Tadpole                                             | Pretty Little Girls                               |
| 1963                                        | 652                       | The Blue Sky Boys                                     | Don't Trade                                         | Kentucky                                          |
| 1963                                        | 653                       | Clyde Moody                                           | Nobody's Business                                   | Waltzing in the Arms of a Friend                  |
| 1963                                        | 654                       | Bobby Sykes                                           | Good Bad Girl                                       | I Should Start Running                            |
| 1963                                        | 655                       | Frankie Miller                                        | A Little South Of Memphis                           | Too Hot to Handle                                 |
| 1963                                        | 656                       | Arthur « Guitar Boogie » Smith                        | The Stuttering Song                                 | Back to His Hole He Went                          |
| 1963                                        | 657                       | Howdy Kempf                                           | I Can't Tell My Heart To Let You Go                 | Only for You                                      |
| 1963                                        | 658                       | Cowboy Copas                                          | Autobiography                                       | The Rainbow and the Rose                          |
| 1963                                        | 659                       | Hylo Brown                                            | Hole In The Wall                                    | The Room Over Mine                                |
| 1963                                        | 660                       | Gene Martin et June Stearns                           | Family Man                                          | We've Got Things in Common                        |
| 1964                                        | 661                       | The Willis Brothers                                   | Linda Do The Bubble Up - Part 1                     | Linda Do the Bubble Up - Part 2                   |
| 1964                                        | 662                       | The Willis Brothers                                   | Linda Do the Bubble Up                              | Wash Up                                           |
| 1964                                        | 663                       | Wayne Raney                                           | Mail Order Heart                                    | Don't Try to Be What You Ain't                    |
| 1964                                        | 664                       | Stringbean                                            | Little Pink                                         | Big Ball in Nashville                             |
| 1964                                        | 665                       | Johnny Bond                                           | Have You Seen My Baby                               | What Have You Done for Me Lately                  |
| 1964                                        | 666                       | Leon Payne                                            | September Memory                                    | Six Foot Six                                      |
| 1964                                        | 667                       | The Blue Sky Boys                                     | Satisfied Mine                                      | Why Not Confess                                   |
| 1964                                        | 668                       | Pee Wee King et Redd Stewart                          | Goodbye New Orleans                                 | Waitin'                                           |
| 1964                                        | 669                       | Jimmie Skinner                                        | Cork And The Bottle                                 | Let's Say Goodbye Like We Said Hello              |
| 1964                                        | 670                       | The Tillman Franks Singers                            | When the World's On Fire                            | Uncle Eph                                         |
| 1964                                        | 671                       | Clyde Moody                                           | Where There's Smoke (There's Bound to Be Fire)      | Whispering Pines                                  |
| 1963                                        | 672                       | Red Sovine                                            | Old Pipeliner                                       | Peace Of Mind                                     |
| 1964                                        | 673                       | Frankie Miller                                        | Fifteen Acres of Peanut Land                        | Out of this World                                 |
| 1964                                        | 674                       | Cecil L. Boykin                                       | Gonna Get on the Riverboat                          | She Walked Away                                   |
| 1964                                        | 675                       | Joe et Rose Maphis                                    | Hoot'n Annie                                        | Remember I'm Just as Close as the Phone           |
| 1964                                        | 676                       | Glenn Barber                                          | Stronger Than Dirt                                  | If Anyone Can Show Cause                          |
| 1964                                        | 677                       | Wayne Raney                                           | Love Thief                                          | Strictly Nothing                                  |
| 1964                                        | 678                       | Johnny Bond                                           | Hot Rod Surfin' Hootlebeatnanny                     | Don't Mama Count Anymore                          |
| 1964                                        | 679                       | The Homesteaders                                      | Leaving But I Won't Be Long                         | Sing Me a Sad Song                                |
| 1964                                        | 680                       | Hylo Brown                                            | Sad Prison Song                                     | Silent Partner                                    |
| 1964                                        | 681                       | The Willis Brothers                                   | Give Me 40 Acres (to Turn This Rig Around)          | Gonna Buy Me a Juke Box                           |
| 1964                                        | 682                       | Pee Wee King et Redd Stewart                          | When the Lights Go Dim Downtown                     | Stay Away from Me                                 |
| 1964                                        | 683                       | Joe Maphis                                            | Hot Rod Guitar                                      | Lonesome Jailhouse Blues                          |
| 1964                                        | 684                       | Adrian Roland                                         | Exactly Like Him                                    | Toc Tic                                           |
| 1964                                        | 685                       | Cowboy Copas                                          | Old Man's Story                                     | Pretty Diamonds                                   |
| 1964                                        | 686                       | Wilf Carter                                           | Grandad's Yodeling Song                             | The Little Shirt My Mother Made for Me            |
| 1964                                        | 687                       | Jimmie Skinner                                        | This Old Road                                       | Things that Might Have Been                       |
| 1964                                        | 688                       | Carl Story                                            | The Old Country Preacher                            | Listen to Your Radio                              |
| 1964                                        | 689                       | Wayne Raney                                           | Young Widow Brown                                   | I Stumble, I Fumble, I Fall                       |
| 1964                                        | 690                       | Johnny Bond                                           | Bachelor Bill                                       | My Wicked, Wicked Ways                            |
| 1964                                        | 691                       | Frankie Miller                                        | It Took A Lot Of Love                               | Mean Old Greyhound                                |
| 1964                                        | 692                       | Betty Amos et Judy et Jean                            | Eighteen Wheels A Rolling                           | More than Your Money                              |
| 1964                                        | 693                       | Howdy Kempf                                           | Baby Take Me                                        | I Don't Believe                                   |
| 1964                                        | 694                       | Ken Cameron                                           | Just One More Chance                                | Say You Will                                      |
| 1964                                        | 695                       | The Homesteaders                                      | Carry Me Down The River                             | Comin' Back for More                              |
| 1964                                        | 696                       | Dean Manuel                                           | Ida                                                 | Maggie                                            |
| 1964                                        | 697                       | Hylo Brown                                            | Walk Slowly Darling                                 | When the Bright Lights Grow Dim                   |
| 1964                                        | 698                       | Pee Wee King et Redd Stewart                          | Ten Thousand Crying Towels                          | The Urge                                          |
| 1964                                        | 699                       | Glenn Barber                                          | Dancing Shoes                                       | Knock Knock                                       |
| 1964                                        | 700                       | Adrian Roland                                         | Better Judgement                                    | Until My Ink Dries Out                            |
| 1964                                        | 701                       | Arthur « Guitar Boogie » Smith                        | I Like Lasses                                       | Flat Top Hari Kari                                |
| 1964                                        | 702                       | Clyde Moody                                           | Dark Midnight                                       | What It Means to be Lonely                        |
| 1964                                        | 703                       | The Willis Brothers                                   | Blazing Smokestack (2 min 32 s)                     | Too Early to Get Up                               |
| 1964                                        | 704                       | Johnny Bond                                           | 10 Little Bottles                                   | Let It Be Me                                      |
| 1964                                        | 705                       | Benny Martin                                          | Stick Your Finger In A Glass Of Water               | The Other Me                                      |
| 1965 (4 août)                               | 737                       | Red Sovine                                            | Giddyup Go                                          | A Kiss and the Keys                               |
| 1965                                        | 706                       | Pete Drake                                            | Invitation To The Blues                             | Rick-A-Shay                                       |
| 1965                                        | 707                       | Cecil Boykin                                          | Cabin In Pines                                      | Billy Blue Jeans                                  |
| 1965                                        | 708                       | Cowboy Copas                                          | Ride In My Little Red Wagon                         | Black Eyed Susie                                  |
| 1965                                        | 709                       | Frankie Miller                                        | Big Talk Of The Town                                | I Can Almost Forget                               |
| 1965                                        | 710                       | Joe et Rose Maphis                                    | Hot Time In Nashville                               | I've Got to Take You Home                         |
| 1965                                        | 711                       | Jimmie Skinner                                        | Hard Working Man                                    | How's It Been (Since Last Heartbreak)             |
| 1965                                        | 712                       | The Homesteaders                                      | Diamonds For Ruby, Rubies For Pearl                 | White Rain                                        |
| 1965                                        | 713                       | The Willis Brothers                                   | A Six Foot Two By Four                              | Strange Old Town                                  |
| 1965                                        | 714                       | Betty Amos et Judy et Jean                            | Steeple Jack                                        | Steeple Jack                                      |
| 1965                                        | 715                       | Hylo Brown                                            | Outlaw Girl                                         | I Wonder What You'll Find                         |
| 1965                                        | 716                       | Kenny Roberts                                         | Guitar Ringing                                      | Tavern Town                                       |
| 1965                                        | 717                       | Joe « Red » Hayes                                     | I Grew Up Loving You                                | Sunset Years                                      |
| 1965                                        | 718                       | Roger Miller                                          | Playboy                                             | Poor Little John                                  |
| 1965                                        | 719                       | Howdy Kemp                                            | Angels Don't Love Like You Do                       | Heart Keep Your Big Mouth Shut                    |
| 1965                                        | 720                       | Ken Clark                                             | Standing On The Outside                             | We're Too Far Apart                               |
| 1965                                        | 721                       | Johnny Bond                                           | Sick, Sober And Sorry                               | The Man Who Comes Around                          |
| 1965                                        | 722                       | Glenn Barber                                          | Loneliest Man In Town                               | She's Out of Our World                            |
| 1965                                        | 723                       | Slim Jacobs et Tommy Hill                             | That's Truck Drivin'                                | Cajun Call                                        |
| 1965                                        | 724                       | Dottie West                                           | I'd Be Lying                                        | Walking in the Dark                               |
| 1965                                        | 725                       | Benny Martin                                          | One Way Or The Other                                | Weekend Ellie                                     |
| 1965                                        | 726                       | Larry Kingston                                        | Losers Shoes                                        | Women Do Funny Things To Me                       |
| 1965                                        | 727                       | Archie Campbell                                       | Green Stamps                                        | Three Little Pigs                                 |
| 1965                                        | 728                       | Joe et Rose Maphis                                    | Your Little Black Book                              | Don't Pass Me By                                  |
| 1965                                        | 729                       | Cowboy Copas                                          | Waltzing With Sin                                   | Blue Kimono                                       |
| 1965                                        | 730                       | The Willis Brothers                                   | Pinball Anonymous                                   | When I Came Driving Through                       |
| 1965                                        | 731                       | Johnny Bond                                           | The Great Figure Eight Race                         | Sadie Was A Lady                                  |
| 1965                                        | 732                       | Adrian Roland                                         | Two Of Us Sorry                                     | Weasel In The Hen House                           |
| 1965                                        | 733                       | The Homesteaders                                      | Calico Boy                                          | One Man's Sugar (Is Another Man's Salt)           |
| 1965                                        | 734                       | Coy Jackson                                           | Birds And Bees                                      | What It Takes (To Make A Grown Man Cry)           |
| 1965                                        | 735                       | Betty Amos et Judy et Jean                            | Franklin County Moonshine                           | I Can Almost Forget                               |
| 1965                                        | 736                       | Kenny Roberts                                         | Fly Away Mockingbird                                | If I'm a Man                                      |
| 1965                                        | 738                       | Jimmie Skinner                                        | Twenty Beers                                        | To Tell the World                                 |
| 1965                                        | 739                       | Frankie Miller                                        | Bringing Mary Home                                  | Country Music Who's Who                           |
| 1965                                        | 740                       | George Riddle                                         | Sad Tale Of Woe                                     | When « It » Hits the Fan                          |
| 1965                                        | 741                       | Glenn Arber                                           | Happy Birthday Broken Heart                         | Let's Take the Fear (Out of Being Close)          |
| 1965                                        | 742                       | Hylo Brown                                            | Someone To Care                                     | Trickle Down Teardrops                            |
| 1965                                        | 743                       | Benny Martin                                          | Hello City Limits                                   | I'll Never Get Over Loving You                    |
| 1965                                        | 744                       | Larry Kingston                                        | Foot In My Mouth                                    | I'm a Flop                                        |
| 1965                                        | 745                       | Joe Maphis et Rose Lee                                | Ridin' Down Ole 99                                  | Turn on the Bright Lights                         |
| 1965                                        | 746                       | Lulu Belle et Scotty                                  | I'll Be All Smiles Tonight                          | Try to Live Some (When You're Here)               |
| 1965                                        | 747                       | Rusty Diamond                                         | I Guess I'd Better Get Up And Go Home               | Lonely Sentry                                     |
| 1965                                        | 748                       | The Willis Brothers                                   | Swing 'Til My Rose Breaks                           | Love thy Neighbor                                 |
| 1966                                        | 749                       | Johnny Bond                                           | They Got Me                                         | Silent Walls                                      |
| 1966                                        | 750                       | Cowboy Copas                                          | Cowboy's Deck Of Cards                              | Beyond the Sunset                                 |
| 1966                                        | 751                       | Pete Drake                                            | Y'all Come                                          | My Abilene                                        |
| 1966                                        | 752                       | Stringbean                                            | Crazy Viet Nam War                                  | Hey Old Man (Can You Play a Banjo)                |
| 1966                                        | 753                       | Howdy Kemp                                            | Go Find Another Fool                                | Doc Doc Can You Tell                              |
| 1966                                        | 754                       | Minnie Pearl                                          | Giddyup Go Answer                                   | Road Runner                                       |
| 1966                                        | 755                       | George Riddle                                         | What Have I Gotta Do                                | Set Up Another                                    |
| 1966                                        | 756                       | Betty Amos et Judy et Jean                            | The Cat And The Rat                                 | If Mommy Didn't Sing                              |
| 1966                                        | 757                       | Red Sovine                                            | Long Night                                          | Too Much                                          |
| 1966                                        | 758                       | Johnny Bond                                           | Fireball                                            | Over the Hill                                     |
| 1966                                        | 759                       | T. Texas Tyler                                        | Texas Boogie Woogie                                 | Just Like Dad                                     |
| 1966                                        | 760                       | The Willis Brothers                                   | Three Sheets In The Wind                            | Waltzing with Sin                                 |
| 1966                                        | 761                       | Gene Brown                                            | One For All, All For One                            | That's How Sure I Am                              |
| 1966                                        | 762                       | Larry Kingston                                        | Down The Drain                                      | If Your Lips Move                                 |
| 1966                                        | 763                       | Buddy Starcher                                        | Little Red Riding Hood                              | Ace of Hearts                                     |
| 1966                                        | 764                       | Minnie Pearl                                          | What Is An American                                 | Live Some While You're Here                       |
| 1966                                        | 765                       | George Kent                                           | More I See                                          | Water - Whisky and Gas (2 min 18 s)               |
| 1966                                        | 766                       | Red Sovine                                            | I'm The Man                                         | I Think I Can Sleep Tonight                       |
| 1966                                        | 767                       | Onie Wheeler                                          | Mr. Free                                            | Dancing                                           |
| 1966                                        | 768                       | Polly Hutt and her Crackers                           | Why Buy The Cow                                     | You'll Never Love Him                             |
| 1968                                        | 769                       | Kenny Roberts                                         | Anytime                                             | Tying the Leaves                                  |
| 1966                                        | 770                       | Hank Malcolm                                          | Mary Turn Around                                    | Yellow Bellied Sap Sucker                         |
| 1966                                        | 771                       | Orval Prophet                                         | Big River Joe                                       | Travelling Snowman                                |
| 1966                                        | 772                       | Larry Edwards                                         | Over The Wall                                       | 13th Month of the Year                            |
| 1966                                        | 773                       | Harold Lowry                                          | Leatherneck                                         | One Step More                                     |
| 1966                                        | 774                       | Red Sovine et Minnie Pearl                            | Alabam                                              | Nobody's Business                                 |
| 1966                                        | 775                       | Howdy Kempf                                           | Bundle Of Love                                      | It's Over Now                                     |
| 1966                                        | 776                       | Johnny Bond                                           | Hell's Angels                                       | A Way of Life                                     |
| 1966                                        | 777                       | Frankie Miller                                        | Charlie's Got A Good Thing Goin'                    | Tough Road to Hoe                                 |
| 1966                                        | 778                       | Betty Amos et Judy et Jean                            | Almost Persuaded                                    | Why Don't You Be My Baby                          |
| 1966                                        | 779                       | Red Sovine                                            | Class Of '49                                        | I Hope My Wife Don't Find Out                     |
| 1966                                        | 780                       | Jack Lionell                                          | She Wasn't You                                      | Don't Let It Keep You From My Door                |
| 1966                                        | 781                       | Paul Wayne                                            | Everything But Love                                 | Keep the Fool You Made Me                         |
| 1966                                        | 782                       | The Willis Brothers                                   | Ain't It Funny                                      | Goin' to Town                                     |
| 1966                                        | 783                       | T. Texas Tyler                                        | It's A Long Road Back Home                          | I Still Love You (By The Way)                     |
| 1966                                        | 784                       | Bobby Wooten                                          | Deer Huntin' Widow                                  | Goin' Deer Huntin'                                |
| 1966                                        | 785                       | Onie Wheeler                                          | Playing Tricks                                      | I Closed My Book Last Night                       |
| 1966                                        | 786                       | George Riddle                                         | This Town's Poorest Fool                            | Your Sweet Love Came Just in Time                 |
| 1966                                        | 787                       | « Little » Roy Wiggins                                | Annette                                             | You're The One                                    |
| 1966                                        | 788                       | Kenny Roberts                                         | Blue                                                | Sioux City Sue                                    |
| 1966                                        | 789                       | Wade Jackson                                          | Poor Boy's Dream                                    | Sippin' on a Sud                                  |
| 1966                                        | 790                       | Johnny Bond (face A) Red Sovine (face B)              | The Gearhammer and the Hobo                         | Sweet Nellie                                      |
| 1966                                        | 791                       | Dottie Moore                                          | The Hand That Rocks The Cradle                      | Losing Him by Loving You                          |
| 1967                                        | 792                       | Betty Amos (face A) Judy et Jean (face B)             | Have You Ever                                       | Ravenblack                                        |
| 1967                                        | 793                       | Frankie Miller                                        | Fickle Hand Of Fate                                 | She's My Antibiotic                               |
| 1967                                        | 794                       | Red Sovine                                            | I Didn't Jump The Fence                             | Don't Let My Glass Run Dry                        |
| 1967                                        | 795                       | Eddie Mc Duff                                         | Colored Glass                                       | Country Came To Town                              |
| 1967                                        | 796                       | The Willis Brothers                                   | Bob                                                 | Show Her Lots of Gold                             |
| 1967                                        | 797                       | Gene Brown                                            | Skeleton In Everybody's Closet                      | When Our Front Door is Shut                       |
| 1967                                        | 798                       | Shirley Wood                                          | This One Belongs To Me                              | When It Happens                                   |
| 1967                                        | 799                       | Mike Lane                                             | Letter To A D.J.                                    | I'm Not Allowed To Talk To Strangers              |
| 1967                                        | 800                       | George Kent                                           | Nice Guy                                            | 100% Lonesome                                     |
| 1967                                        | 801                       | The Lewis Family                                      | His Blood Now Covers My Sin                         | When I Reach That City 'on the Hill               |
| 1967                                        | 802                       | Tommy Dee                                             | School For Fools                                    | Roger, Ed And Gus                                 |
| 1967                                        | 803                       | Johnny Bond                                           | Your Old Love Letters                               | Si Si                                             |
| 1967                                        | 804                       | George Morgan                                         | I Couldn't See                                      | Look at the Lonely                                |
| 1967                                        | 805                       | Kenny Roberts                                         | Just Look, Don't Touch                              | Singing River                                     |
| 1967                                        | 806                       | T. Texas Tyler                                        | Injun Joe                                           | Crawdad Town                                      |
| 1967                                        | 807                       | Betty Amos et Judy et Jean                            | He's Gone and Left Us                               | One More Step                                     |
| 1967                                        | 808                       | George Riddle                                         | The Lovin' Land                                     | I Can Love You More                               |
| 1967                                        | 809                       | Wade Jackson                                          | Big Wing Ding                                       | I'll Take You Back                                |
| 1967                                        | 810                       | Larry Kingston                                        | Moving Hand Of Fate                                 | Scratch Your Dog                                  |
| 1967                                        | 811                       | Red Sovine                                            | Big Joe and Phantom 309                             | In Your Heart                                     |
| 1967                                        | 812                       | The Willis Brothers                                   | Somebody Knows My Dog                               | The End of the Road                               |
| 1967                                        | 813                       | Johnny Bond                                           | I Ain't Gonna Go                                    | Don't Bite The Hand that's Feeding You            |
| 1967                                        | 814                       | George Morgan                                         | Shiny Red Automobile                                | Have Some of Mine                                 |
| 1967                                        | 815                       | Warren Robb                                           | I Can't Stand The Light                             | Before The Past Destroys Me                       |
| 1967                                        | 816                       | Ray King                                              | Big Wheel                                           | You're Gone                                       |
| 1967                                        | 817                       | Betty Amos et Judy et Jean                            | Gotta Be Careful                                    | Ordinary Girl                                     |
| 1967                                        | 818                       | Eddie Mc Duff                                         | You're A Cheater                                    | Give a Little                                     |
| 1967                                        | 819                       | Guy Mitchell                                          | Traveling Shoes                                     | Every Night is a Lifetime                         |
| 1967                                        | 820                       | George Riddle                                         | Some Real Good Reasons                              | Hanky Panky In Our Sugar Shack                    |
| 1967                                        | 821                       | Jimmie Skinner                                        | I'd Rather Take The Blame                           | Kind of Love She Gave to Me                       |
| 1967                                        | 822                       | Gene Brown                                            | China Girl                                          | If You Want Her You Can Have Her                  |
| 1967                                        | 823                       | Red Sovine                                            | Tell Maude I Slipped                                | Not Like It Was With You                          |
| 1967                                        | 825                       | George Morgan                                         | Barbara                                             | Sad Bird                                          |
| 1968                                        | 824                       | Arthur « Guitar Boogie » Smith                        | British Backbeat                                    | Lynn's Gone                                       |
| 1968                                        | 826                       | Johnny Bond                                           | Bottom Of The Bottle                                | I'm Gonna Raise Cain (While I'm Able)             |
| 1968                                        | 827                       | Billy Golden                                          | Life's Little Pleasures                             | Loser Makin' Good                                 |
| 1968                                        | 828                       | Guy Mitchell                                          | Alabam                                              | Irene Good-By                                     |
| 1968                                        | 829                       | Snooky Lanson                                         | Take Your Time                                      | Woman Gone Bad                                    |
| 1968                                        | 830                       | The Willis Brothers                                   | Ode To Big Joe                                      | Drivin's in My Blood                              |
| 1968                                        | 831                       | Red Sovine                                            | Twenty-One                                          | Sparkling Wine                                    |
| 1968                                        | 832                       | Warren Ross                                           | Temporarily Mine                                    | Pushups from the Ceiling                          |
| 1968                                        | 833                       | Ray King                                              | It Ain't The Miles                                  | Where He Lives                                    |
| 1968                                        | 834                       | George Morgan                                         | Living                                              | Rosebuds and You                                  |
| 1968                                        | 835                       | Charlie Hamilton                                      | Bad Dreams                                          | I'll Never Leave San Antonio                      |
| 1968                                        | 836                       | Jimmie Skinner (face A) The Stanley Brothers (face B) | Story of Bonnie and Clyde                           | Bonnie and Clyde's Getaway                        |
| 1968                                        | 837                       | Pat et Darrell                                        | Hippy Dippy Dan                                     | Our Sleeper Cab Home                              |
| 1968                                        | 838                       | Carol Lee                                             | I Don't Believe                                     | I'm Surprised at Me                               |
| 1968                                        | 839                       | Bobby Stephenson                                      | You're The One                                      | I Know You're Going Away                          |
| 1968                                        | 840                       | Billy Golden                                          | Born Loser                                          | Wild Wild Thing                                   |
| 1968                                        | 841                       | Tommy Faile                                           | Certain Little Girl                                 | I Don't Have to-But I Do                          |
| 1968                                        | 842                       | Red Sovine                                            | Loser Making Good                                   | Good Enough for Nothing                           |
| 1968                                        | 843                       | Eddie Mc Duff                                         | Day After Day                                       | Part Time                                         |
| 1968                                        | 844                       | Gene Brown                                            | Get It Over                                         | God Made a Woman                                  |
| 1968                                        | 845                       | Snooky Lanson                                         | It Ain't Easy                                       | World of Memories                                 |
| 1968                                        | 846                       | Guy Mitchell                                          | Frisco Line                                         | Singing the Blues                                 |
| 1968                                        | 847                       | Johnny Bond                                           | Invitation To The Blues                             | Down to Your Last Fool                            |
| 1968                                        | 848                       | The Willis Brothers                                   | Diesel Driving Donut Dunkin' Dan                    | A Moonlight Ride in a Diesel                      |
| 1968                                        | 849                       | Billy Golden                                          | Good Enough For You                                 | I Was Born to Be in Love With You                 |
| 1968                                        | 850                       | George Morgan                                         | The Sounds Of Goodbye                               | Ballad Of The Grand Ole Opry                      |
| 1968                                        | 851                       | Kenny Roberts                                         | Country Music Singing Sensation                     | Fugitive of Love                                  |
| 1968                                        | 852                       | Red Sovine                                            | Normally, Norma Loves Me                            | Live And Let Live And Be Happy                    |
| 1968                                        | 853                       | Glen Campbell                                         | For The Love Of A Woman                             | Smokey Blue Eyes                                  |
| 1968                                        | 854                       | Rudy Lyle                                             | Brown Eyes Crying Over Blue                         | Can I Come Back Again                             |
| 1968                                        | 855                       | Snooky Lanson                                         | Ever Present Past                                   | Every Night is a Lifetime                         |
| 1968                                        | 856                       | Warren Robb                                           | More Woman Than You                                 | Pretty Pictures in Your Mind                      |
| 1968                                        | 857                       | Red Sovine                                            | Between Closing Time And Dawn                       | The Father of Judy Ann                            |
| 1968                                        | 858                       | Carol Lee                                             | Number Eighty-Two                                   | With Each Thought of You                          |
| 1969                                        | 859                       | Billy Golden                                          | Me And Mine                                         | I Don't Know a Lot of Things                      |
| 1969                                        | 860                       | George Morgan                                         | I'll Sail My Ship Alone                             | Live and Let Live and Be Happy                    |
| 1969                                        | 861                       | Arthur « Guitar Boogie » Smith                        | What Is An American?                                | Psychoanalysis                                    |
| 1969                                        | 862                       | Snooky Lanson                                         | Anytime                                             | What Could I Do With Your Memory                  |
| 1969                                        | 863                       | The Willis Brothers                                   | Alcohol And No. 2 Diesel                            | My Ramblin' Boy                                   |
| 1969                                        | 864                       | Red Sovine                                            | Blues Stay Away from Me                             | Whiskey Flavored Kisses                           |
| 1969                                        | 865                       | Warren Robb                                           | Magical Light Of Love                               | (How Long Does It Take) A Memory to Die           |
| 1969                                        | 866                       | Guy Mitchell                                          | Get It Over                                         | Just Wish You'd Change Your Mind                  |
| 1969                                        | 867                       | Roger Sovine                                          | I Know You're Not An Angel                          | Pledge Of Allegiance                              |
| 1969                                        | 868                       | Arthur « Guitar Boogie » Smith                        | Guitar Unlimited                                    | Summer Theme                                      |
| 1969                                        | 869                       | Kenny Roberts                                         | Gonna Whistle Me a Tune                             | Artificial Flowers                                |
| 1969                                        | 870                       | Gene Dunlop                                           | Six Steel Bars                                      | One Buck at a Time                                |
| 1969                                        | 871                       | Ralph Loveday                                         | I'm Not Two Faced                                   | You Should See Me Tomorrow                        |
| 1969                                        | 872                       | Red Sovine                                            | Who Am I                                            | Three Hearts in a Tangle                          |
| 1969                                        | 873                       | Lois Williams                                         | Corner Of Your World                                | He's The Man                                      |
| 1969                                        | 874                       | The Willis Brothers                                   | Buyin' Popcorn                                      | 1000 Acres                                        |
| 1969                                        | 875                       | Bobby Harden                                          | The Wild Ones                                       | Except for One                                    |
| 1969                                        | 876                       | Sylvia Mobley                                         | Swapped For The Bottle                              | Treating You Cool                                 |
| 1969                                        | 877                       | Lois Williams                                         | A Girl Named Sam                                    | We've Got Another Chance                          |
| 1969                                        | 878                       | Guy Mitchell                                          | Smokey Blue Eyes                                    | Heartaches by the Number                          |
| 1969                                        | 879                       | Bobby Harden et Karen Wheeler                         | Love For a Child                                    | We Got Each Other                                 |
| 1969                                        | 880                       | Warren Robb                                           | Face Of Love                                        | Wild Seed in the Wind                             |
| 1969                                        | 881                       | J. David Sloan                                        | Angeline                                            | Something Ain't Right                             |
| 1969                                        | 882                       | Red Sovine                                            | Truck Drivers Prayer                                | Chairman of the Board                             |
| 1969                                        | 883                       | Judy West                                             | Just A Bend Of The Road                             | Tomorrow (I'm Going to Have a Talk With My Heart) |
| 1969                                        | 884                       | The Willis Brothers                                   | Cold North Wind                                     | Gypsy Rose And Me                                 |
| 1969                                        | 885                       | Red Sovine et Lois Williams                           | Castle Of Shame                                     | Why Don't You Haul Off and Love Me                |
| 1969                                        | 886                       | Lois Williams                                         | From Miss To Mistake                                | You Low-Down Son of a Gun                         |
| 1969                                        | 887                       | Tiny Harris                                           | Blackland Farmer                                    | Georgia Manhunt                                   |
| 1970                                        | 888                       | Lewis Wickham                                         | Little Bit Late                                     | Endless Love Affair                               |
| 1970                                        | 889                       | Red Sovine                                            | I Know You're Married But I Love You Still          | Money, Marbles and Chalk                          |
| 1970                                        | 890                       | Kenny Roberts                                         | The Bottle Holds The Man                            | You Left too Much                                 |
| 1970                                        | 891                       | J. David Sloan                                        | Heaven Help My Soul                                 | Love Can't Always be the Way You Want It          |
| 1970                                        | 892                       | Mayor Ronnie Thompson                                 | Sittin' On The) Dock Of The Bay                     | It Couldn't Happen Again                          |
| 1970                                        | 893                       | Johnny Bond                                           | It Only Hurts When I Cry                            | The Girl Who Carried a Torch for Me               |
| 1970                                        | 894                       | Carl et Sophie Tipton                                 | High Heels With No Sole                             | Tiger Let Me Hear Your Roar                       |
| 1970                                        | 895                       | Rose Maddox                                           | Bigger The Pride                                    | Faded Love                                        |
| 1970                                        | 896                       | Red Sovine                                            | Freightliner Fever                                  | Mr. Sunday Sun                                    |
| 1970                                        | 897                       | J. David Sloan                                        | Sleep Woman Sleep                                   | Young Widow Brown                                 |
| 1970                                        | 898                       | Charlie Collins                                       | Monkeys Out Of Men                                  | I've Been on the Road too Much                    |
| 1970                                        | 899                       | Lois Williams                                         | What It Takes                                       | I Fell In Love With A Feller On The Hee Haw Show  |
| 1970                                        | 900                       | Warren Robb                                           | Better Way To Die                                   | Everybody's Got A Little Evil on their Mind       |
| 1970                                        | 901                       | Larry Downey                                          | Deep In The Heart Of My Woman                       | It's Never too Late                               |
| 1970                                        | 902                       | Lewis Wickham                                         | Hippy Love Song                                     | Me And Bobby Mc Gee                               |
| 1970                                        | 903                       | The Willis Brothers                                   | Nashville Ace In The Hole                           | There Goes the Farm                               |
| 1970                                        | 904                       | Gene Henslee                                          | Life To Legend                                      | Things I Want to Be                               |
| 1970                                        | 905                       | Peter Brick                                           | Mornin' Road                                        | She's a Woman                                     |
| 1970                                        | 906                       | Judy West                                             | Nashville Wives                                     | Yes, I Know that I'm Alive                        |
| 1970                                        | 907                       | Tommy Collins                                         | Cigarette Milner                                    | Roots of My Raising                               |
| 1970                                        | 908                       | Kenny Roberts                                         | Best Part Of My Years Wondering                     | Green River                                       |
| 1970                                        | 909                       | Tiny Harris                                           | If I Hear It From You                               | King of the Highway                               |
| 1970                                        | 910                       | Mayf Nutter                                           | The Other Side                                      | Simpson Creek (Won't Never Run Free Again)        |
| 1970                                        | 911                       | Jimmy Wolford                                         | I Woke Up In A Tree                                 | When the Song is Over                             |
| 1970                                        | 912                       | Beverly Wilks                                         | One Man Woman                                       | Lonely Woman                                      |
| 1970                                        | 913                       | Lois Williams                                         | Don't Take My Child Away                            | I'm Looking for a Man, Boy                        |
| 1970                                        | 914                       | Ronnie Thompson                                       | Help Keep Our City Clean                            | Downtown, Country Girl                            |
| 1970                                        | 915                       | Red Sovine                                            | Enough To Take The Me Out Of Men                    | I'm Waiting Just for You                          |
| 1970                                        | 916                       | Johnny Bond                                           | Here Come The Elephants                             | Take Me Back to Tulsa                             |
| 1970                                        | 917                       | Jim Single                                            | Bobby Joe                                           | Don't Hurt Me Anymore                             |
| 1970                                        | 918                       | Red Sovine                                            | Unfinished Letter                                   | The Thought Of Losing You                         |
| 1970                                        | 919                       | Jack Kane                                             | Satisfied Mind                                      | Something                                         |
| 1970                                        | 920                       | Wayne Walker                                          | Nobody Knows But Me                                 | When Passion Calls                                |
| 1971                                        | 45-933                    | Red Sovine                                            | Happy Birthday, My Darlin'                          |                                                   |
| 1972                                        | 45-947                    | Kenny Roberts                                         | Ding Dong Bell                                      |                                                   |
| 1973                                        | 45-970                    | George Avak                                           | I've Loved You All Over the World                   |                                                   |
| 1976                                        | SD 142                    | Red Sovine                                            | Teddy Bear                                          | Daddy                                             |
| 1977                                        | SD 154                    | Narvel Dollar                                         | Stolen Moments                                      |                                                   |
| 1985                                        | SD 177                    | Red Sovine                                            | Giddyup Go                                          |                                                   |
|                                             | 45-257                    | Amos Como and His Tune Toppers                        | Hole in the Wall                                    | Heartbroken Lips                                  |
|                                             | 45-522                    | Billy and Gordon Hamrick                              | When I Feel the Spirit (Brother) I'm Gonna Shout    |                                                   |
|                                             | 45-536                    | Leo Ogletree                                          | Crooked Dice                                        |                                                   |
|                                             | 45-552                    | Lucky Wray                                            | Sick and Tired                                      |                                                   |
|                                             | 45-561                    | Jimmy Johnson                                         | Woman Love                                          |                                                   |
|                                             | 45-563                    | Hoytt Scoggins and the Saturday Nite Jamboree Boys    | Why Did we Fall in Love                             |                                                   |
|                                             | 45-567                    | Frank Evans and His TopNotchers                       |                                                     | What Is It (That I'm too Young to Know)           |
|                                             | 45-569                    | « Cousin » Arnold and His Country Cousins             | Be my baby, baby doll                               | What is Life to You                               |
|                                             | 45-575                    | Lucky Wray                                            | What-cha Say Honey                                  |                                                   |
|                                             | 45-582                    | Jimmy Blakley et Dorothy Blakley                      | No one But You                                      |                                                   |
|                                             | 45-607                    | Don Owens et The Circle « O » Ranchboys               | Last chance                                         | A Thief                                           |
|                                             | 45-631                    | Ken Clark and His Merry Mountain Boys                 | Ho! Ho! Love 'em Joe                                |                                                   |
|                                             | 45-637                    | Mel Price and His Santa Fe Rangers                    | I Miss You So                                       |                                                   |
|                                             | 45-660                    | Leon Holmes                                           | Half a Chance                                       |                                                   |
|                                             | 45-922                    | Mayf Nutter                                           | Nashville Wives                                     | Country's Gone                                    |
|                                             | 45-925                    | Jack Kane                                             | Bottle Of Wine                                      | Bottle of Wine                                    |
|                                             | 45-929                    | J. David Sloan                                        | One Toke Over the Line                              |                                                   |
|                                             | 9.34.001                  | George Jones                                          | One is a Lonely Number                              | Frozen Heart                                      |
|                                             | D-1001 (disque 25 cm)     | Kay Riggs and His Orchestra                           | Steppin' in the Straw                               | Sympathy                                          |

### Cartouches 8 pistes
| Date de parution | Numéro    | Artiste(s)                 | Titre                        |
| ---------------- | --------- | -------------------------- | ---------------------------- |
| 1977             | SDT-13023 | Bill Doggett and His Combo | 16 Bandstand Favorites       |
|                  | SLPT-1963 | Moore and Napier           | The Best of Moore and Napier |

### Cassettes
| Date de parution | Numéro    | Artiste(s) | Face A                              | Face B                              |
| ---------------- | --------- | ---------- | ----------------------------------- | ----------------------------------- |
| 1977             | SDC-13015 |            | 16 Greatest Original Bluegrass Hits | 16 Greatest Original Bluegrass Hits |

### CD
| Date de parution   | Numéro | Artiste(s)    | Titre              |
| ------------------ | ------ | ------------- | ------------------ |
| 2005 (15 mars)     |        | Kenny Roberts | Indian love call   |
| 2005 (15 mars)     |        | Lewis Family  | Blow of the spirit |
| 2008 (1er janvier) |        | Red Sovine    | Anytime            |

### EP
| Date de parution | Numéro          | Artiste(s)                               | Face A                              | Face B                               |
| ---------------- | --------------- | ---------------------------------------- | ----------------------------------- | ------------------------------------ |
| 1954             | 154             | Moon Mullican                            | Cabaret Piano And Moonshine Special | Cabaret Piano And Moonshine Special  |
| 1955             | 219             | Buddy Dee                                | Swamp Water Drag Cherokee Ride      | Shuffle The Blues String Band Rag    |
| 1956             | 222             | John Reedy Trio                          | St. John Sunshine and Flowers       | He's Coming Back Come and Go With Me |
| 1957             | 295             |                                          |                                     |                                      |
| 1958             | 358             | The Lewis Family                         |                                     |                                      |
| 1958             | 365             | Cousin Jody                              | Jody's Chimes Blues In Reserve      | Beyond The Next Hilltop Lady Cop     |
| 1958             | 376             | The Southland Trio                       | Angel Band Gone Home                | Insurance Shout And Shine            |
| 1959             | SEP-101         | Carl Story And His Rambling Mountaineers | Old Country Baptizer                | Old Country Baptizer                 |
| 1960             | SEP-127         |                                          | Gospel Songs By All Star Artists    | Gospel Songs By All Star Artists     |
| 1965             | SJB-333 (17 cm) | Johnny Bond                              | Ten Little Bottles                  | Ten Little Bottles                   |
| 1965             | SJB-357 (17 cm) |                                          | That's Truckdrivin'                 | That's Truckdrivin'                  |
|                  | 68006           | Cowboy Copas                             | Country and Western Music           | Country and Western Music            |
| 1959             | Sep-113         | Carl Story and His Rambling Mountaineers | Life's Evening Sun                  | Life's Evening Sun                   |

- 1957 (12 février) - Léon Payne - Lumberjack.
- 1958 (15 janvier) - Stanley Brothers - A Life of Sorrow.
- 1958 - George Jones - Hillbilly Hit Parade.
- 1958 - George Jones - Long Live King George .